# Frankfurter Stadtwald

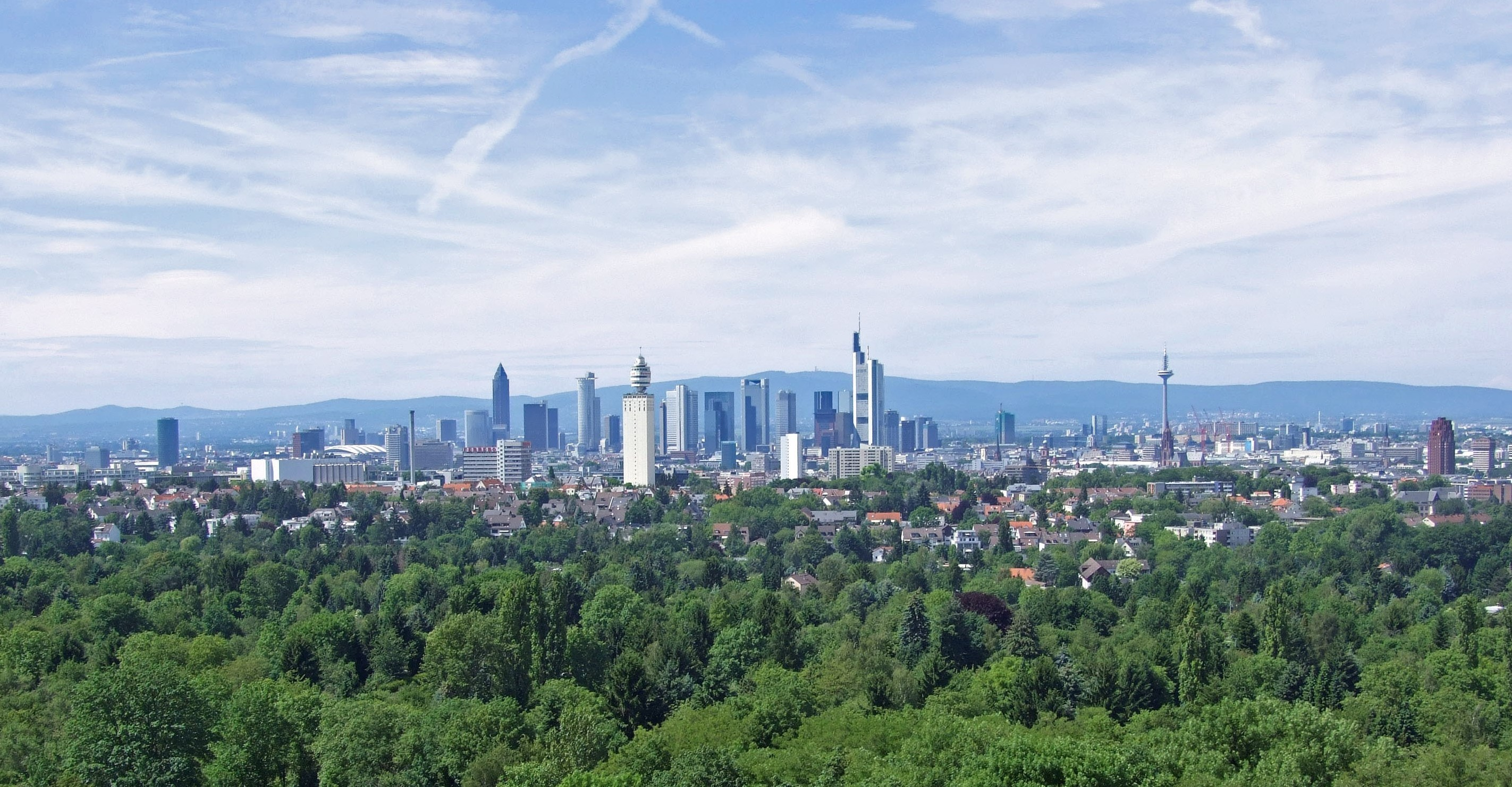
Der Frankfurter Stadtwald grenzt südlich an die städtische Bebauung Frankfurts. Im Vordergrund ein Teil des Oberwaldes, Ansicht von Südosten. Dahinter die auch „Mainhattan“ genannte Frankfurter Skyline sowie am Horizont der Mittelgebirgszug Taunus. Foto von Mai 2007, Ansicht vom Goetheturm aus.

Der Frankfurter Stadtwald ist der kommunale Waldbesitz der Stadt Frankfurt am Main. Im engeren Sinne ist er ein 5785 Hektar großes Waldgebiet im Süden Frankfurts, wovon 3866 Hektar innerhalb der Stadtgrenzen liegen. Der Stadtwald südlich des Mains nimmt mit einer Ausdehnung von rund 35 km² etwa 14 % des Stadtgebietes ein. Er ging im 14. Jahrhundert aus einem Teil des historischen Wildbanns Dreieich hervor, einem Bannforst im Besitz der Kaiser des Heiligen Römischen Reiches Deutscher Nation. Dieses Waldgebiet befindet sich seit dem Jahr 1372 im Besitz der Stadt Frankfurt. Heute wird der Wald hauptsächlich für Bildung, Freizeit und Erholung sowie in geringerem Maße weiterhin forst- und landwirtschaftlich genutzt.
Im weiteren Sinne ist mit der Bezeichnung Frankfurter Stadtwald die Gesamtheit aller Waldflächen auf Frankfurter Stadtgebiet gemeint. Dazu gehören neben dem flächenmäßig größten, südlich des Mains gelegenen Stadtwald mehrere verstreut über das Stadtgebiet liegende, kleinere Waldgebiete. Dies sind westlich des Stadtzentrums der Biegwald, der Niedwald und Ginnheimer sowie das Praunheimer Wäldchen im Niddapark, östlich des Zentrums liegen der Riederwald, der Enkheimer Wald und der Fechenheimer Wald, und im Norden des Stadtgebiets befinden sich der Nieder-Erlenbacher und der Nieder-Eschbacher Wald. Diese Waldflächen sind zusammen ein wesentlicher Teil des im Jahr 1991 eingerichteten Frankfurter Grüngürtels, der weiträumig die Stadt umgibt.

## Topografie

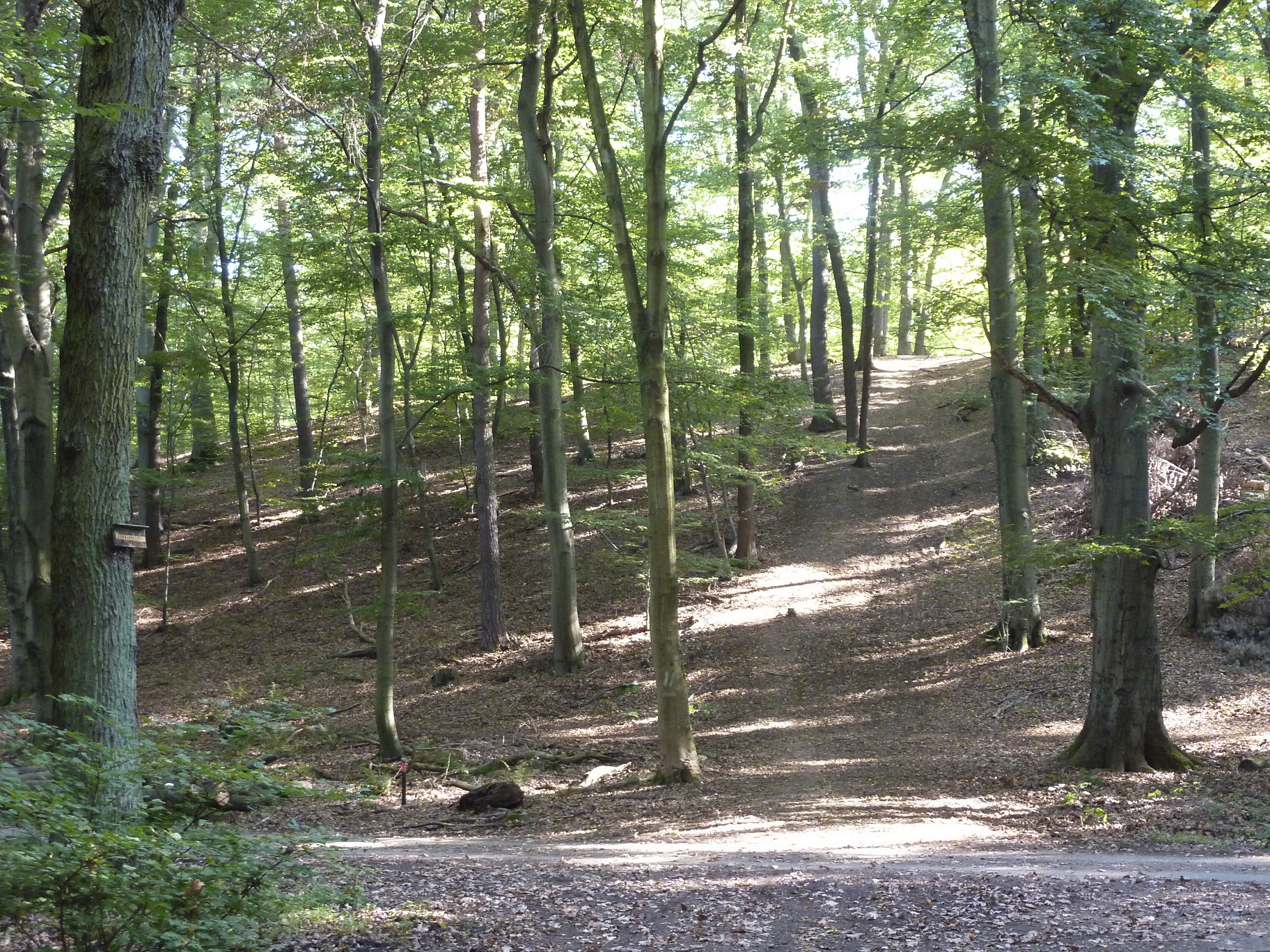
Ein Abschnitt der Kelsterbacher Terrasse, einer postglazialen Geländestufe zwischen Schwanheimer Wald und Unterwald. Ansicht von Norden.

Das Kerngebiet des Frankfurter Stadtwaldes erstreckt sich über eine west-östliche Breite von etwa 15 Kilometern sowie eine nord-südliche Ausdehnung von etwa 3 Kilometern über die südlichen Gebiete der Stadtteile Schwanheim, Sachsenhausen und Oberrad sowie über den nördlichen Teil des Stadtteils Flughafen. Neben der Dresdner Heide gehört der Frankfurter Stadtwald zu den größten kommunalen Wäldern in Deutschland. Er bildet den nördlichen Teil des Dreieichforstes, der aus dem mittelalterlichen Wildbann Dreieich hervorging.
Der Stadtwald wird traditionell in drei Teile gegliedert: Der östlich gelegene Oberwald und der westliche Unterwald liegen beide gegenüber der Untermainebene etwas erhöht. Die Grenze zwischen beiden Teilen verläuft etwa an der Mörfelder Landstraße. Der Schwanheimer Wald mit den Schwanheimer Wiesen liegt dagegen in der Ebene. Er ist vom südlich anschließenden Unterwald deutlich durch die acht Kilometer lange Kelsterbacher Terrasse abgegrenzt – eine Geländestufe aus dem Pliozän, die ein Abschnitt der südlichen Begrenzung des Urstromtales des Flusses Main ist. Oberhalb der Terrasse verläuft die jahrhundertealte Grenzschneise als Teil einer Altstraße von Frankfurt am Main nach Mainz. Die an der Grenzschneise und in deren näherer Umgebung seit dem 19. Jahrhundert gemachten archäologischen Funde – mehrere Oberflächenfunde sowie Felder von Hügelgräbern aus der europäischen Bronzezeit – deuten darauf hin, dass Wege entlang der Oberkante der Kelsterbacher Terrasse bereits in der Jungsteinzeit existierten. Diese Befunde lassen den Schluss zu, dass die Grenzschneise eine der ältesten nachgewiesenen Wegverbindungen auf dem heutigen Stadtgebiet Frankfurts ist.

## Gewässer im Stadtwald

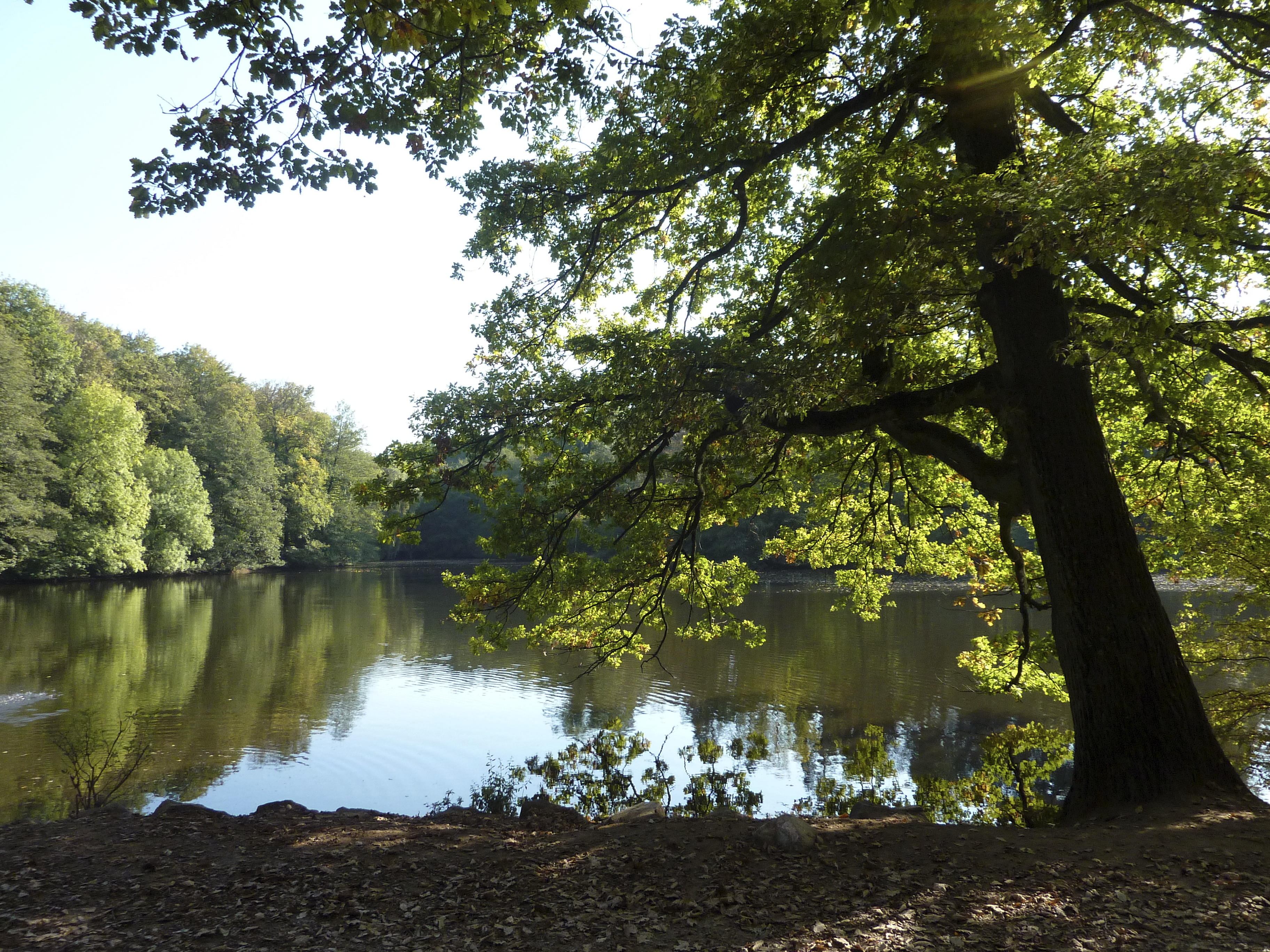
Der zentral im Stadtwald gelegene Jacobiweiher ist dort das flächenmäßig größte Stillgewässer. Uferblick von Nordosten.

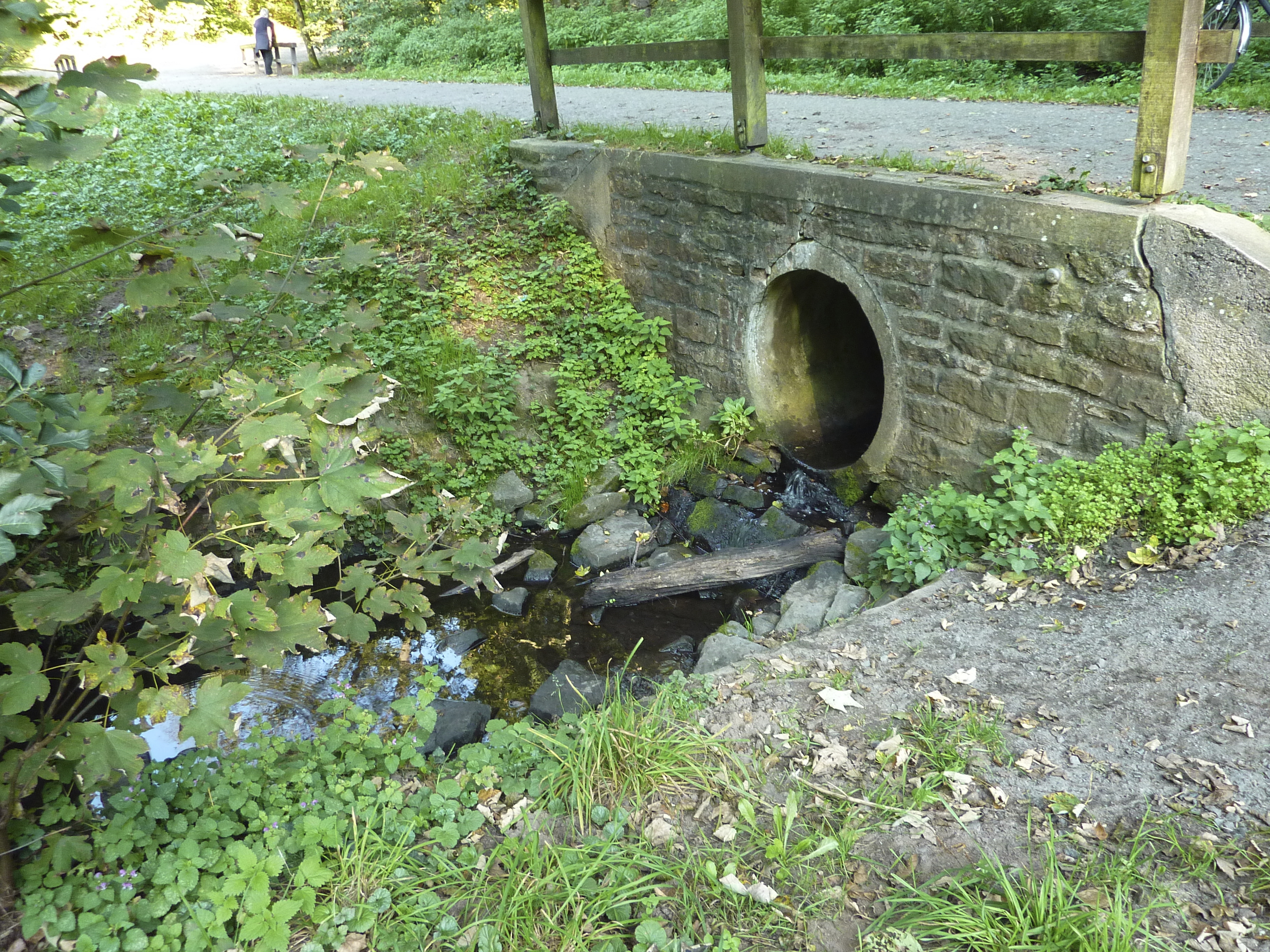
Der Königsbach fließt an der Stoltzeschneise entlang der Königswiese

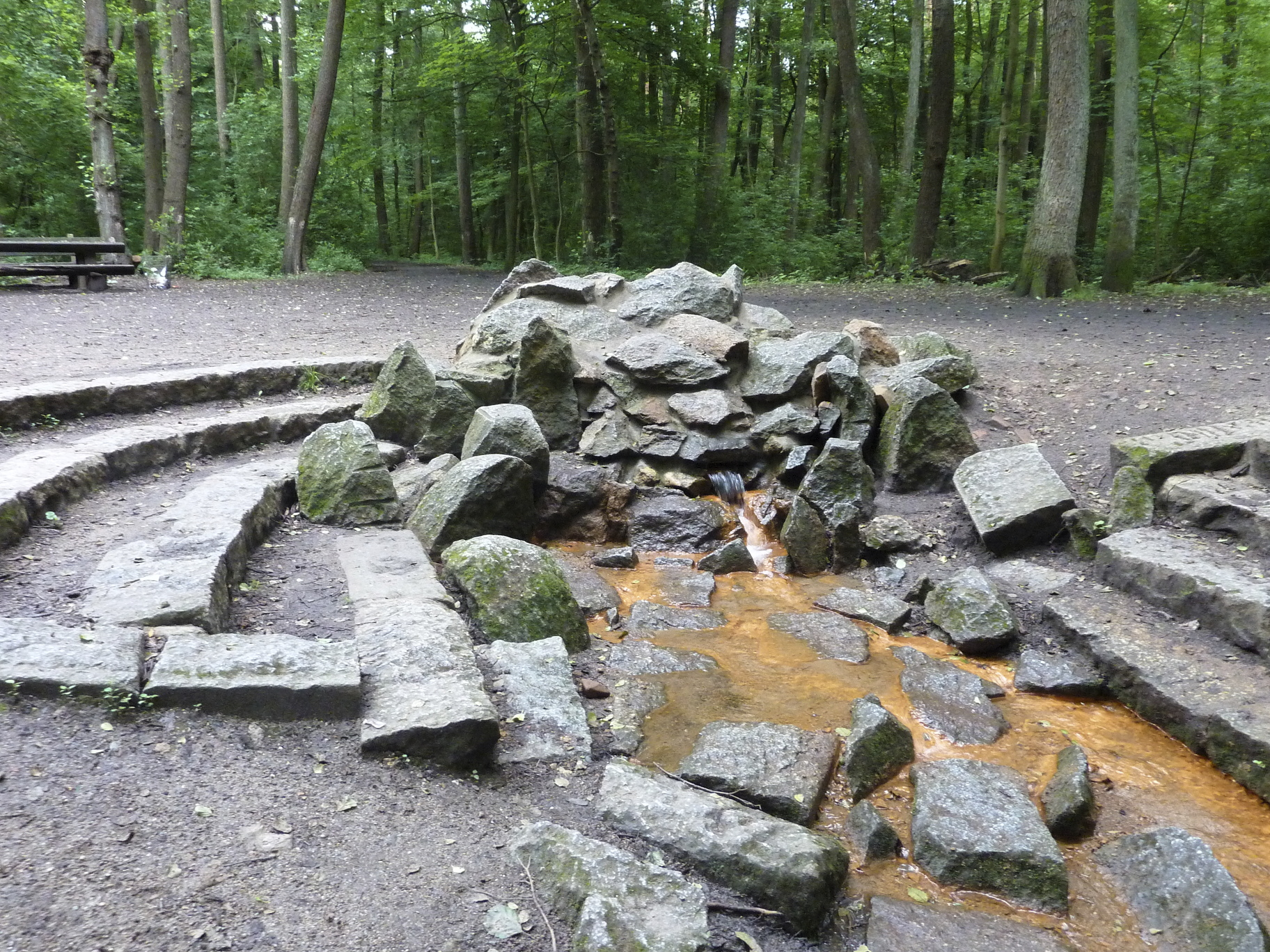
Das Königsbrünnchen, eine im 19. Jahrhundert in Stein gefasste Quelle an der Oberschweinstiege

### Stillgewässer
Im Frankfurter Stadtwald liegen insgesamt acht Stillgewässer. Davon wurden sieben im Laufe des 20. Jahrhunderts im Oberwald zur Regulierung des Wasserhaushalts von Menschenhand angelegt. Sechs tragen das Wort Weiher im Namen, obwohl es nach der Binnengewässerkunde (Limnologie) Teiche sind. Dies sind der Jacobiweiher, der Tiroler Weiher, der Maunzenweiher, der Försterwiesenweiher, der Kesselbruchweiher und der Scherbelinoweiher. Einzige Ausnahme ist die Grastränke. Das einzige natürlich entstandene Stillgewässer im Stadtwald, der Rohsee im äußersten Westen des Unterwaldes, ein Altarm des Mains, ist dagegen ein Tümpel.
Das mit sechs Hektar Wasserfläche größte Stillgewässer im Stadtwald ist der Jacobiweiher. Dieser von Oberforstmeister Hans Bernhard Jacobi in den Jahren 1931/32 durch Aufstauen des Königsbaches angelegte Teich wird von einigen Frankfurtern wegen seines Grundrisses auch als „Vierwaldstättersee“ bezeichnet. Ansonsten soll dieser Beiname davon herrühren, dass das Gelände des umliegenden Stadtwaldes die Gemarkungen von vier „Städten“ berührt – die der Frankfurter Stadtteile Niederrad, Oberrad und Sachsenhausen sowie im Süden die der Stadt Neu-Isenburg.

### Fließgewässer
Der Stadtwald wird von drei natürlich entstandenen Fließgewässern durchquert. Von Westen nach Osten sind dies im äußersten Westen die Kelster, etwa in der geographischen Mitte des Waldes der Königsbach (beide sind linke Zuflüsse des Mains) sowie der Bach vom Mörderbrunnen im Süden des Oberwaldes, dessen Wasser nahe der Stadtgrenze zu Neu-Isenburg von rechts dem Königsbach zufließt. Darüber hinaus existieren mehrere Entwässerungsgräben, von denen einige nur zeitweilig Wasser führen.

## Fauna und Flora

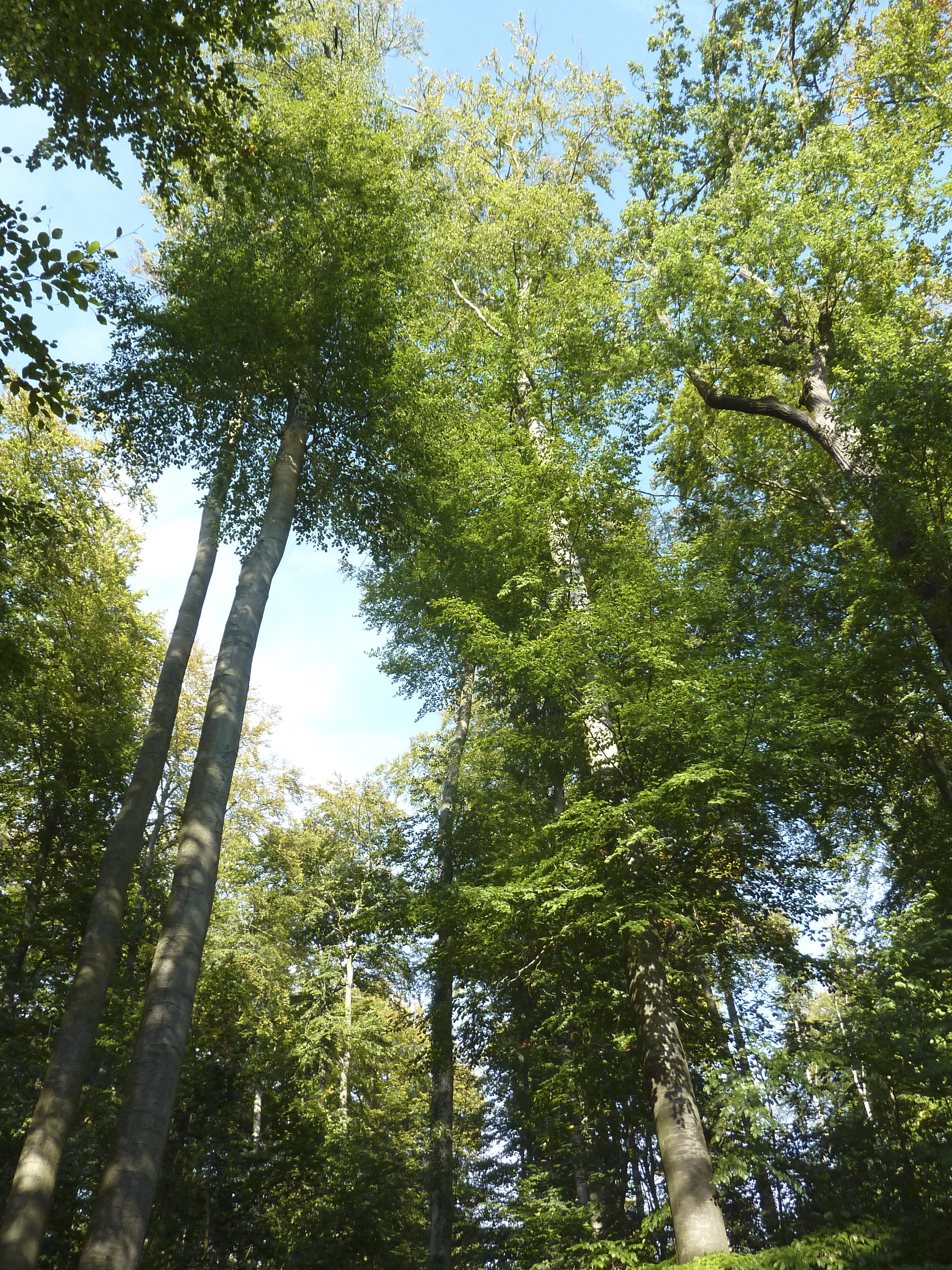
Buchenbestand am Jacobiweiher

Der Frankfurter Stadtwald beherbergt eine große Vielfalt von Tier- und Pflanzenarten. Für die Erfassung der Artenvielfalt ist eine Forschungsgruppe des Forschungsinstituts Senckenberg zuständig. Im Jahr 2000 wurden 700 Pflanzenarten gezählt, davon gelten 45 als gefährdet. Besonders große Veränderungen in der Zusammensetzung der Flora des Stadtwaldes gab es in den vergangenen hundert Jahren. Der Vergleich der jüngsten Zahlen mit historischen Erfassungen zeigt sowohl ein Verschwinden vieler ursprünglich vorhandener Arten auf als auch die Zunahme von nicht einheimischen Pflanzenarten (Neophyten). Diese durch Selbstverbreitung oder durch Anpflanzung hinzugekommene Flora stellt ein Problem dar, wenn sie durch die Rate ihrer Ausbreitung einheimische Arten verdrängt.

### Flora: Baumarten und Waldtypen
Im Frankfurter Stadtwald sind eine Vielzahl verschiedener Baumarten und – je nach Beschaffenheit des Bodens – auch eine Vielfalt von Waldtypen anzutreffen. Die im Stadtwald dominierenden Baumarten sind Eichen (Quercus, rund 35 %), Buchen (Fagus, ca. 22 %), von denen einige zu den größten Exemplaren in Hessen zählen, sowie größere Bestände der seit etwa dem 17. Jahrhundert ausgesäten Waldkiefern (Pinus silvestris, etwa 30 %). Zu den übrigen 13 Prozent der Baumarten zählen unter anderem Birken (Betula), Hainbuchen (Carpinus), Fichten (Picea) und Douglasien (Pseudotsuga).
Zu den im Stadtwald vertretenen Waldtypen zählen bodensaure Eichenwälder (im Schwanheimer Wald), die nahezu ein Drittel des hessischen Bestandes ausmachen, Stieleichen-Hainbuchenwälder, Waldmeister-Buchenwälder sowie Hainsimsen-Buchenwälder. Weiterhin gibt es Vorkommen von Erlen-Bruchwald mit Schwarz-Erlen (Alnus glutinosa, am Rohsee sowie in dem nördlich des Jacobiweihers gelegenen Clee’ischen Wäldchen), Eschenwald und Weichholz-Auenwald.

### Flora: Krautschicht

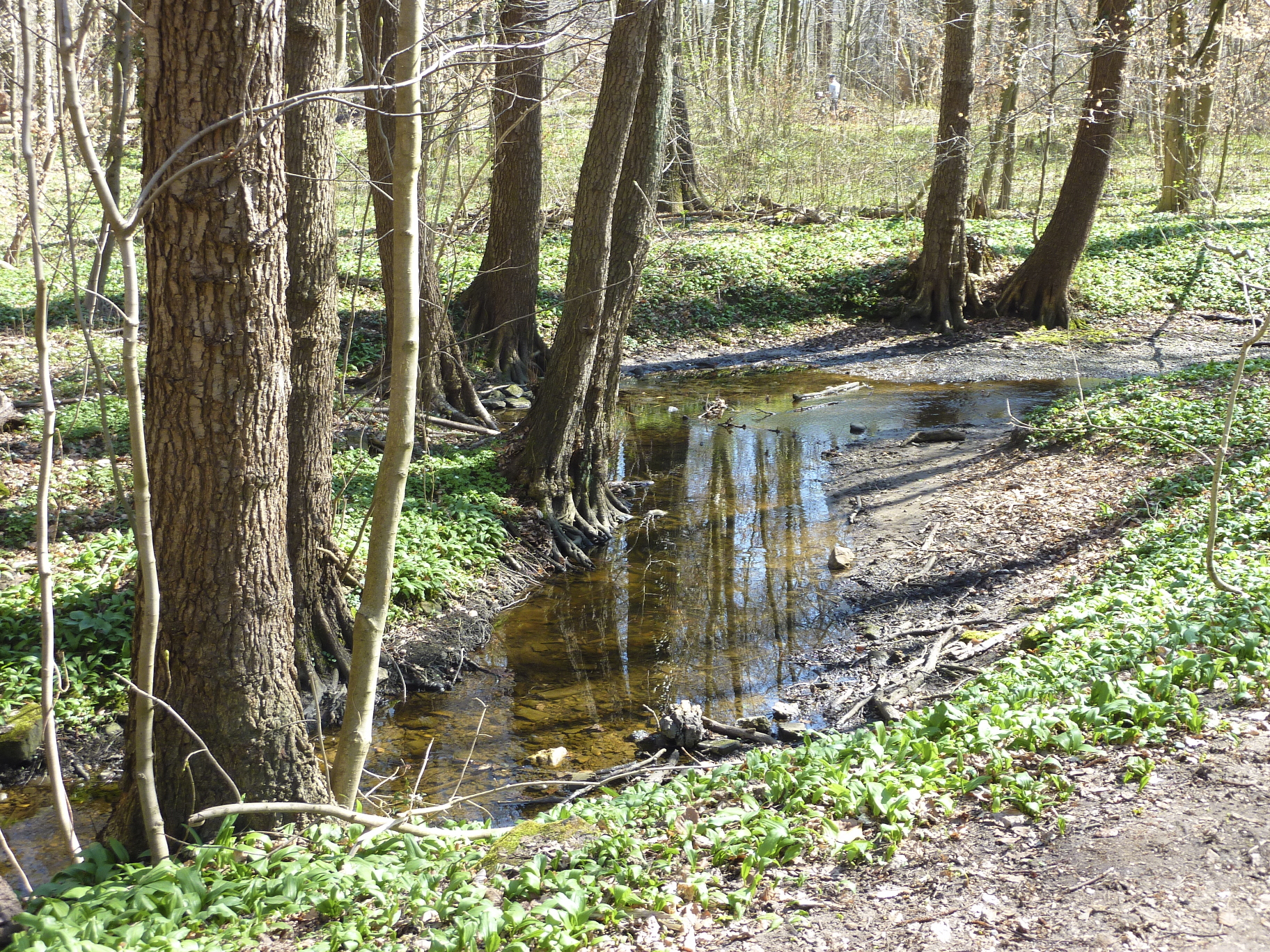
Bärlauch-„Teppich“ zwischen Schwarz-Erlen (Alnus glutinosa) am Königsbach im Clee’ischen Wäldchen

Von den 700 im Stadtwald vorkommenden Pflanzenarten trugen zur Einstufung weiter Areale des Stadtwaldes als schützenswerte Lebensräume nach der FFH-Richtlinie auch Pflanzenarten der Krautschicht bei. Eine Zählung ergab 45 seltene Arten, die laut der Roten Listen Deutschlands und Hessens als gefährdet gelten. Beispiele dafür sind die Gewöhnliche Akelei (Aquilegia vulgaris) und die Ästige Graslilie (Anthericum ramosum).
In den FFH-Gebieten Schwanheimer Wald (zu dem ein Teil des südlich gelegenen Unterwaldes gehört) und Oberwald ist das Grüne Besenmoos (Dicranum viride) hervorzuheben, das unter anderem in größerer Dichte entlang der den Wald durchquerenden Bahntrassen wächst. Ebenfalls anzutreffende geschützte Pflanzenarten sind Nordisches Labkraut (Galium boreale), Diptam (Dictamnus albus) und Färber-Scharte (Serratula tinctoria).
Nicht unter FFH-Schutz steht zum Beispiel der Bärlauch (Allium ursinum). Dieser hat besonders ausgedehnte Vorkommen in einem Areal vom Erlenbruchwald Clee’isches Wäldchen im Norden bis zur Trasse der Bundesautobahn 3 im Süden. Im Clee’ischen Wäldchen wachsen außerdem Bestände weiterer Frühlingsblüher wie Gelbes Windröschen (Anemone ranunculoides), der im Frühjahr auffällig rot-orange Früchte tragende Aronstab (Arum maculatum) sowie der Gefingerte Lerchensporn (Corydalis solida).

### Flora: Naturdenkmale im Stadtwald
Eine Reihe von Flächen und Bäumen im Stadtwald ist als Naturdenkmal unter Schutz gestellt. Zum Vogelschutzgehölz Grastränke an der Babenhäuser Landstraße gehört ein kleiner Weiher, an dem früher im Winter Stangeneis geschnitten wurde. Südöstlich der Oberschweinstiege steht eine Gruppe von drei markanten Kanadischen Hemlocktannen (Tsuga canadensis), die im Stadtwald nicht heimisch sind und selten zu dieser Größe heranwachsen. Nicht weit entfernt davon stehen vier ebenfalls aus Nordamerika stammende Tulpenbäume (Liriodendron tulipifera). Die Kaisertannen sind eine Gruppe von etwa 50 rund 280 Jahre alten Waldkiefern (Pinus sylvestris) im Oberwald beiderseits des Hainerweges. Von den auf ein Alter von über 500 Jahren geschätzten Schwanheimer Alteichen sind noch etwa 30 erhalten. Bei weitem nicht so alt, aber mit einem Stammumfang von über fünf Metern sehr eindrucksvoll sind die beiden etwa 27 Meter hohen Starkeichen südöstlich der Oberschweinstiege.
Am südlichen Rand des Naturschutzgebiets Enkheimer Ried befinden sich ebenfalls außergewöhnliche Alteichenbestände („Enkheimer Alteichen“) von 3 bis 4,74 Metern Stammumfang, einem Alter zwischen 250 und 380 Jahren und Höhen zwischen 25 und 35 Metern. Nachgewiesen sind derzeit 30 Einzelexemplare, die sich im Wesentlichen an vier Positionen im rund 23,3 Hektar großen Enkheimer Wald konzentrieren.

### Fauna: Wildtiere

#### Insekten und Spinnentiere

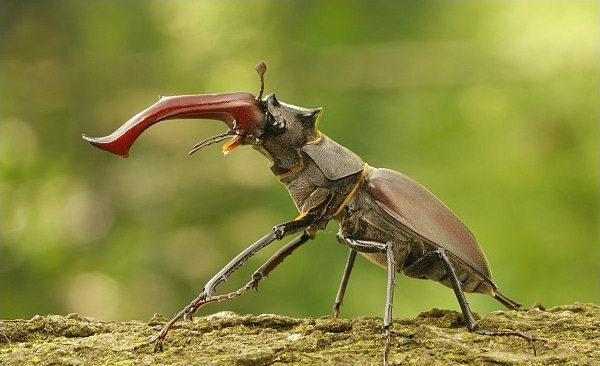
Der auf den Schwanheimer Alteichen lebende Hirschkäfer (Lucanus cervus) zählt zu den seltenen und gefährdeten Insektenarten im Stadtwald.

Weitaus größer als die der Pflanzenarten sind die ebenfalls aus dem Jahr 2000 stammenden Zahlen der erfassten Tierarten. Die artenreichste Gruppe bilden die Insekten: Neben über 1300 Käferarten – darunter der Hirschkäfer (Lucanus cervus) und der Heldbock (Cerambyx cerdo) im Schwanheimer Wald kommen im Stadtwald 376 Arten von Schmetterlingen (Lepidoptera) vor – 50 davon gefährdet – sowie 30 Arten von Libellen (Odonata), von denen ein Drittel als gefährdet eingestuft ist. Beispielhaft dafür ist die sehr seltene Keilfleck-Mosaikjungfer (Aeshna isosceles), die im Jahr 2000 an einem der Weiher im Oberwald beobachtet wurde.
Spinnentiere (Arachnida) mit 357 Arten – 17 davon Weberknechte – darunter viele seltene, sind die nach Vielfalt nächstgrößte Gruppe. Zu den im Stadtwald vertretenen Arten zählen die Fangschläuche bauende Gemeine Tapezierspinne (Atypus affinis), die Netze bauenden, großen Webspinnen-Arten Wespenspinne (Argiope bruennichi) und Gartenkreuzspinne (Araneus diadematus) sowie mindestens eine Art der auf Lauerjagd spezialisierten Wolfsspinnen (Lycosidae). Anders als diese eher auffälligen Beispiele ist die Mehrzahl dieser Spinnentiere wegen geringer Körpergröße (die kleinsten der heimischen Arten werden nicht größer als einen Millimeter), versteckter Lebensweise beziehungsweise Nachtaktivität nur schwer zu beobachten.

#### Vögel

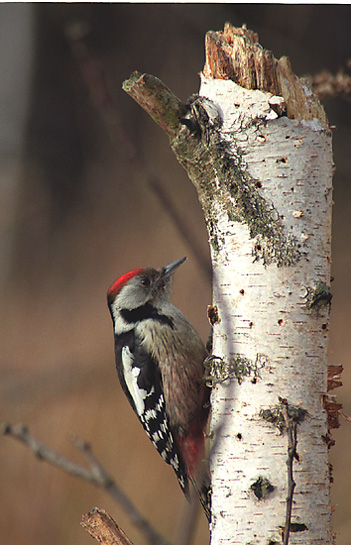
Der Mittelspecht ist ein im Schwanheimer Wald häufig anzutreffender Brutvogel.

Es folgen rund 100 Vogelarten, von denen 79 Arten im Stadtwald brüten, darunter der Waldkauz (Strix aluco, in Deutschland Vogel des Jahres 2017). Im Oberwald rund um den Jacobiweiher gibt es Vorkommen von Spechten (Picidae) aller einheimischen Arten. Der streng geschützte Mittelspecht (Leiopicus medius) hat mit geschätzten 80 bis 100 Brutpaaren einen besonders großen Bestand. Ein weiterer Brutvogel mit Vorkommen im FFH-Gebiet Schwanheimer Wald ist der Schwarzmilan (Milvus migrans). Zu den ebenfalls im und am Jacobiweiher zu beobachtenden Vogelarten zählen außerdem der Graureiher (Ardea cinerea), der Eisvogel (Alcedo atthis), Kormorane (Phalacrocorax carbo) sowie Bestände der dort brütenden, im 19. Jahrhundert als Neozoon und zunächst privat gehaltener „Ziervogel“ nach Frankfurt eingeführten Mandarinente (Aix galericulata).

#### Säugetiere
Des Weiteren sind im Stadtwald 36 Arten von Säugetieren heimisch, davon 10 (nach anderen Quellen 11, „in teilweise sehr starken Beständen“) streng geschützte Arten von Fledermäusen – Beispiele dafür sind der Große Abendsegler (Nyctalus noctula), die Bechsteinfledermaus (Myotis bechsteinii) und mit dem Großen Mausohr (Myotis myotis) die größte der in Deutschland vorkommenden Fledermausarten. Die beiden letzteren Arten gelten europaweit als gefährdet.
Zu den im Wald verbreiteten Großsäugern zählen insbesondere Wildschweine (Sus scrofa). Deren Population nimmt seit mehreren Jahren zu, bedingt durch milde Winter und eine dadurch sinkende Sterblichkeitsrate der Jungtiere (Jägersprache: „Frischlinge“) sowie durch die Zunahme des natürlichen Nahrungsangebotes (→ Eichelmast). Durch die Siedlungsnähe des Waldes dringen wie in anderen stadtnahen Wäldern auch Wildschweine auf Futtersuche häufiger als zuvor in Hausgärten ein. In Frankfurt sind dies vorwiegend die südmainisch gelegenen Stadtteile Schwanheim, Niederrad und Sachsenhausen – westlich der für die Tiere als Barriere wirkenden Bundesautobahn 5 – in Siedlungen, deren Bebauung unmittelbar an den Wald angrenzt. Die Frankfurter Untere Jagdbehörde versucht, die durch die Tiere verursachten Schäden durch verstärkte Bejagung des Schwarzwildes einzudämmen und so deren Population konstant zu halten. Der Magistrat der Stadt Frankfurt informiert in einem vom örtlichen Grünflächenamt herausgegebenen Heft über das Vorkommen der Tiere im Stadtwald und über deren Lebensweise sowie über den Umgang mit diesen Wildtieren bei zufälligen Begegnungen und bei Konflikten mit menschlichen Interessen.
Weitere im Stadtwald anzutreffende, dem Schalenwild zugerechnete Säugetierarten sind Damwild (Dama dama) und das in den 1950er-Jahren dort angesiedelten Muffelwild (Ovis gmelini musimon). Der Rothirsch (Cervus elaphus) verschwand bereits im 18. Jahrhundert (möglicherweise durch übermäßige Bejagung) aus dem Stadtwald. Die Bestände des Rehs (Capreolus capreolus) sind dort seit einigen Jahren wegen zunehmender Beunruhigung durch Verkehrsadern und Spaziergänger mit Hunden rückläufig.
An Niederwild sind vereinzelt Rotfuchs (Vulpes vulpes) und Feldhase (Lepus europaeus) anzutreffen; zu den verbreiteten Kleinsäugern zählen der Siebenschläfer (Glis glis) sowie die auch in städtischen Parks und Gärten häufig vorkommenden Eichhörnchen (Sciurus vulgaris) und Wildkaninchen (Oryctulagus cuniculus). Im Stadtwald gibt es darüber hinaus Vorkommen von Iltis (Mustela putorius) und Steinmarder (Martes foina), wohingegen der für bewaldete Areale typischere Baummarder (Martes martes) dort fehlt. Sehr selten beobachtet wird die Wasserspitzmaus (Neomy fodiens), die gelegentlich an Gewässern im Oberwald auftritt.

#### Amphibien und Reptilien
Die Zählung im Jahr 2000 ergab außerdem einen Bestand von insgesamt neun Amphibienarten, von denen fünf als gefährdet gelten. Ein Beispiel für eine dort häufiger anzutreffende Amphibienart ist die Erdkröte (Bufo bufo), der einige der im Wald gelegenen Teiche im Frühjahr als Laichgewässer dienen. Für den Oberwald ist das einzige bekannte Vorkommen des Feuersalamanders (Salamandra salamandra) in Frankfurt dokumentiert. Eine weitere im Stadtwald häufig vorkommende Amphibienart, die in Deutschland als stark gefährdet gilt, ist der Springfrosch (Rana dalmatina) – in den Jahren 2000 und 2001 wurden im östlichen Stadtwald rund 1500 laichende Weibchen dieser Art gezählt. Ein streng geschützter Vertreter der Echsen an sonnigen Stellen im Schwanheimer Wald ist die Zauneidechse (Lacerta agilis).

### Gefährdungen
Seit dem 19. Jahrhundert gibt es Aufzeichnungen über Waldschäden, vor allem durch Naturereignisse. Im 19. und frühen 20. Jahrhundert ereigneten sich etwa in jedem zweiten Jahr Spätfröste, die den Wald schädigten. Besonders am 27. Mai 1858 und am 18. Mai 1871 erfroren jeweils alle Jungbäume und die meisten Altbäume bis zum Wipfel. Vereinzelte Berichte über schwere Sturmschäden stammen bereits aus den Jahren 1491, 1606 und 1685. Ab dem 18. Jahrhundert gibt es genauere Aufzeichnungen, die belegen, dass etwa alle 10 bis 15 Jahre größere Stürme oder Orkane auftreten. Besonders schwere Schäden verursachten der sogenannte Jahrhundertsturm am 15. Februar 1833, der Orkan am 12. und 13. März 1876, bei dem mit etwa 30.000 Festmetern ungefähr das Doppelte des normalen Holzeinschlages eines Jahres fiel, der Südweststurm am 6. Oktober 1901 mit etwa 20.000 Festmetern sowie in neuerer Zeit der Orkan Wiebke am 28. Februar 1990.
Bedeutende Waldbrände ereigneten sich vor allem in den Kieferbeständen auf den trockenen Böden des Unterwaldes, insbesondere am 19. April 1779 im Hinkelsteinforst an der Kelsterbacher Grenze, am 15. Juni 1870 im Gebiet des Vierherrensteins auf dem heutigen Flughafengelände sowie am 7. Juni 1875 und am 7. April 1887 im Gehren, wo jeweils zwischen 20 und 30 Hektar Kiefernwald eingeäschert wurden. Nach der Gründung der Frankfurter Berufsfeuerwehr und ihrer Ausstattung mit modernen Dampfspritzen 1887 kam es zu keinen größeren Waldbränden mehr.

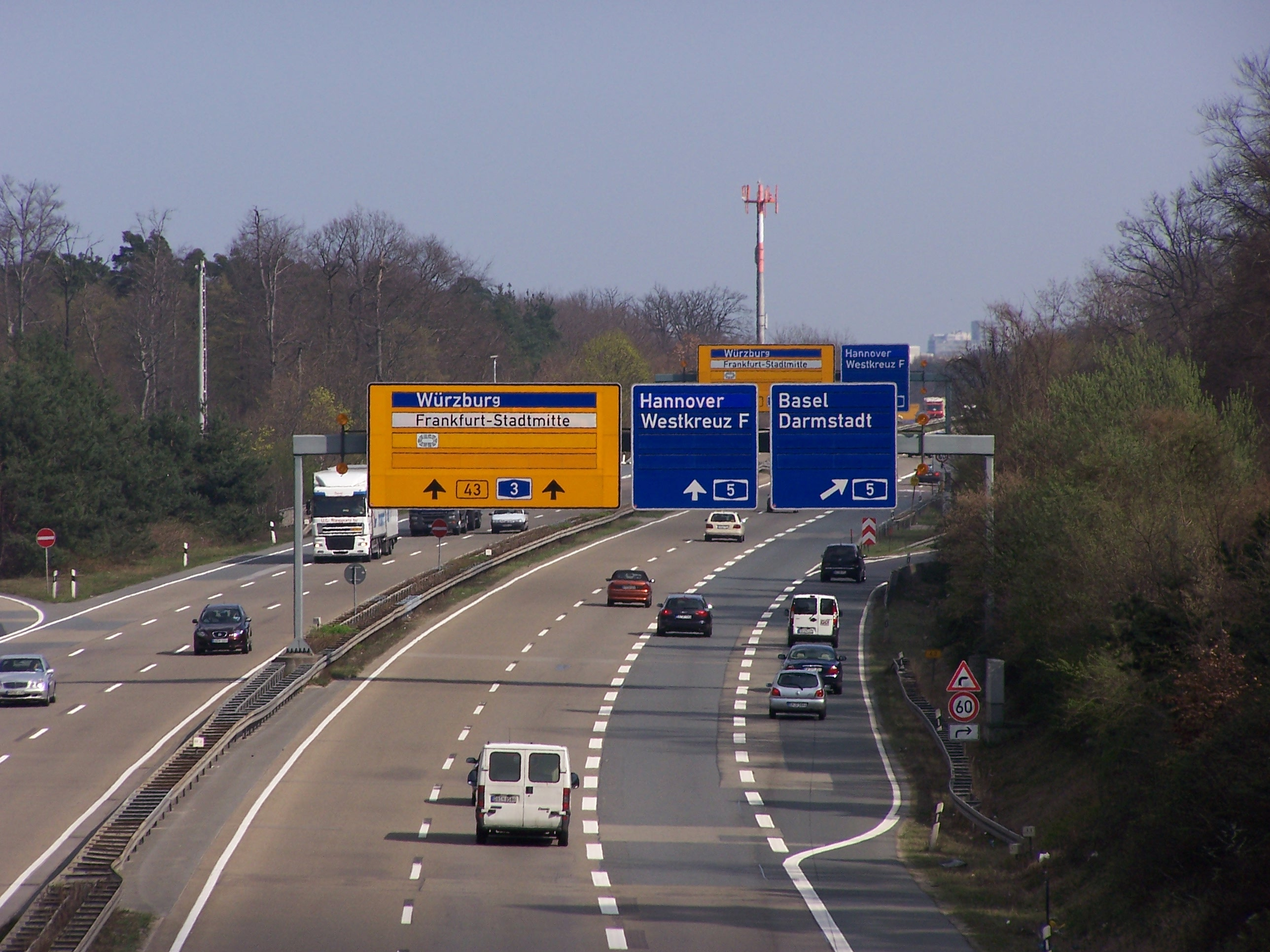
Große Verkehrsadern wie die B 43 (hier am Frankfurter Kreuz) belasten Fauna und Flora im Stadtwald.

Gefährdungen für die Artenvielfalt im Stadtwald gehen heute besonders von den zahlreichen Verkehrsadern aus, die das Gebiet durchschneiden. Diese Verkehrswege behindern nicht nur Tiere bei ihren Wanderungen auf Nahrungssuche und in der Fortpflanzungszeit, sondern belasten Fauna und Flora zusätzlich durch Schadstoffemissionen und Lärmeinwirkungen. Weitere Gefährdungen gehen von Störungen durch Fahrzeuge und Fußgänger aus, die beim Verlassen des Wegenetzes in Wohn- und Brutreviere von Tieren eindringen oder den Pflanzenbewuchs schädigen. Damit der Wildbestand im Stadtwald nicht zusätzlich beunruhigt wird, tritt das Forstamt der Stadt Frankfurt für eine Beschränkung des Ausbaus der bereits vorhandenen Freizeit-Infrastruktur ein – wie zum Beispiel durch weitere Wegerouten, Rastplätze, Bänke und Beschilderung. Schließlich stellen auch die forstwirtschaftliche Nutzung durch Holzeinschlag und andere Maßnahmen einen Gefährdungsfaktor für die örtliche Fauna und Flora dar: Viele Tierarten sind auf alte Bäume und auf Totholz angewiesen; die Holzwirtschaft benötigt für die Gewinnung hochwertigen Nutzholzes jedoch jüngere Bäume. Nicht wenige Bäume werden daher gefällt, bevor sie in vollem Umfang von der Fauna genutzt werden können.
Bei seinem 650. Jubiläum im Jahr 2022 war der Wald in schlechtem Zustand. Zu dem Zeitpunkt waren 96 % der Bäume krank, 70 % der Bäume sogar schwer geschädigt. Besonders problematisch wirkt sich die Kombination aus vom Klimawandel herrührende mehrjährigen Dürre, die Bestockung u. a. mit flach wurzelnden Fichten und dem gerade im Westteil vorhandenen Sandboden aus, der Wasser nur schlecht halten kann.

## Schutzmaßnahmen
Mit der 1991 beschlossenen Grüngürtelverfassung legte die Stadtverordnetenversammlung die Grundlage für den Schutz und die weitere Entwicklung des Frankfurter Grüngürtels, zu dem nahezu der gesamte Stadtwald gehört. 1994 erließ das Regierungspräsidium Darmstadt die Verordnung über das Landschaftsschutzgebiet mit der amtlichen Bezeichnung GrünGürtel und Grünzüge in der Stadt Frankfurt am Main. Die Verordnung wurde mehrmals geändert und erweitert, zuletzt 2017. Durch die Verordnung und die Grüngürtel-Verfassung ist der Stadtwald vor Bebauung geschützt. Maßnahmen, die das Gebiet verändern oder seinen Erholungswert beeinträchtigen können, sind genehmigungspflichtig.
Naturschutzgebiete im engeren Sinne und mit strengeren Schutz-Vorschriften existieren im Frankfurter Stadtwald bisher nicht (Stand: 2020). Zum Schutz von Fauna und Flora hat das Land Hessen jedoch über den Status als Landschaftsschutzgebiet hinaus zwei besonders geschützte Fauna-Flora-Habitat-(FFH)-Gebiete ausgewiesen.

### FFH-Gebiet Schwanheimer Wald
Im westlichen Teil des Stadtwaldes liegt das 762 Hektar große FFH-Gebiet Schwanheimer Wald mit dem Rohsee, den Schwanheimer Alteichen und Teilen des Unterwaldes. Im Schwanheimer Wald und im Unterwald dominieren bodensaure Eichenwälder, die in ihrer Gesamtheit nahezu ein Drittel des gesamten hessischen Bestandes ausmachen. Daneben gibt es dort Flächen mit Stieleichen-Hainbuchenwald sowie mit Hainsimsen-Buchenwald. Eine Besonderheit des Schwanheimer Waldes sind mit etwa 13 Hektar Ausdehnung die Schwanheimer Wiesen mit überwiegenden, bewirtschafteten Magerwiesen und einem kleinen Teil an submediterranem Halbtrockenrasen.

### FFH-Gebiet Frankfurter Oberwald
Das rund 300 Hektar große FFH-Gebiet Frankfurter Oberwald in Sachsenhausen erstreckt sich vom Jacobiweiher in östlicher Richtung über die Darmstädter Landstraße bis zur Babenhäuser Landstraße an der Stadtgrenze zu Offenbach. Es wird durch zwei unterschiedliche botanische Typen von Buchenwäldern geprägt, Hainsimsen-Buchenwald und Waldmeister-Buchenwald. der einen der bedeutendsten Bestände in der Region bildet. Von den im Oberwald am Jacobiweiher stehenden Exemplaren der Rotbuche gelten einige als die höchsten ihrer Art in Hessen.

### Weitere Schutzmaßnahmen

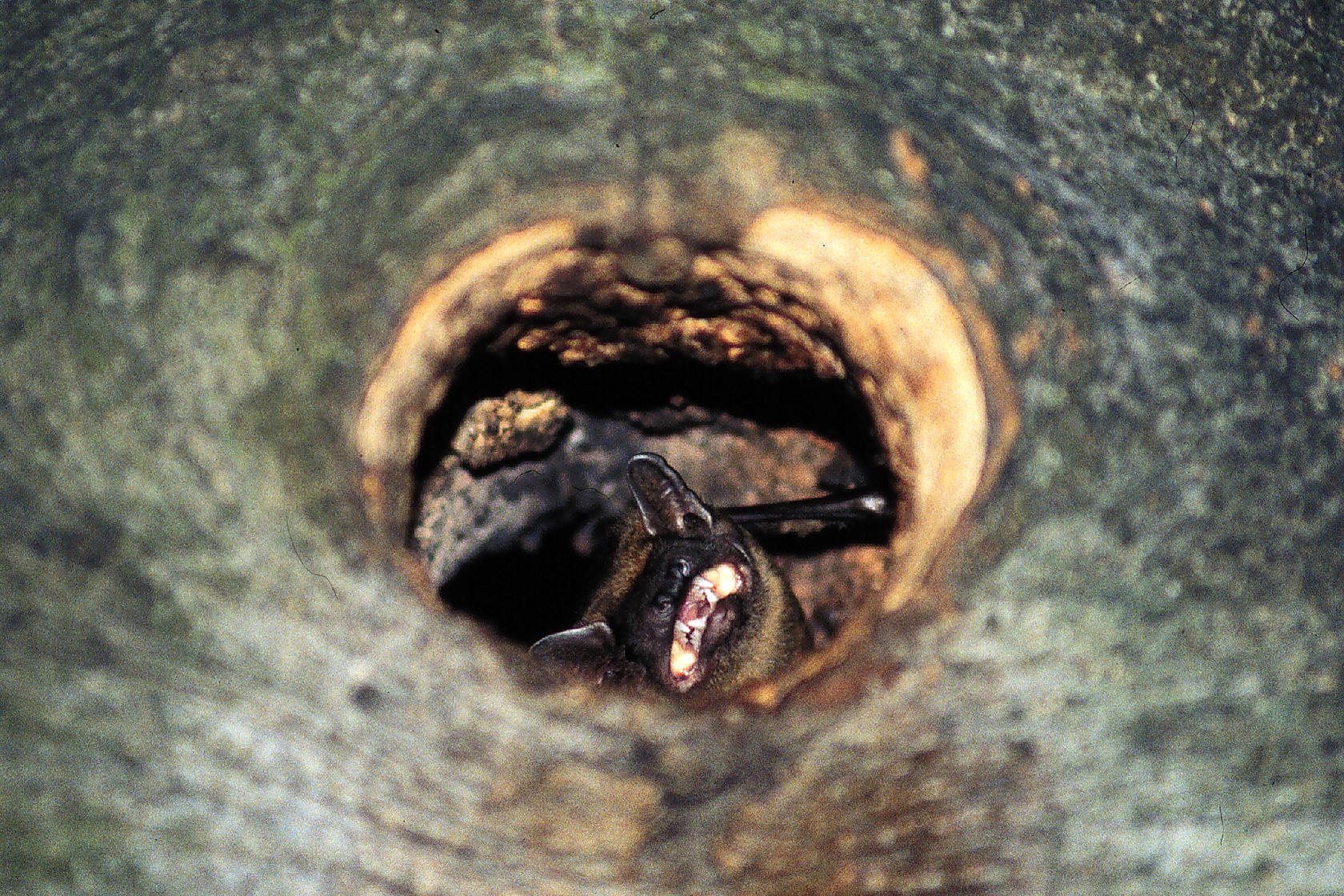
Großer Abendsegler in Bruthöhle

Unter individuellem Schutz stehen Bäume des Stadtwaldes, bei denen Bruthöhlen erkannt werden. Solche durch Witterungseinflüsse, biologische Zersetzung durch Mikroben und Pilze oder von Spechten angelegten Höhlen dienen einer Vielzahl von Tierarten – Säugetieren, Vögeln und Insekten – als Ruhe-, Nist- und Überwinterungsplatz. Hervorzuheben sind Fledermäuse, die zu den bekanntesten und gefährdetsten Baumhöhlenbenutzern zählen. Fledermäuse bewohnen einzelne Baumhöhlen häufig über Generationen; eine Kolonie der Tiere, die eine einzelne Höhle nutzt, kann aus bis zu tausend Individuen bestehen. Zum Schutz der Baumhöhlenbewohner lässt das Umweltamt der Stadt Frankfurt, gefördert von der Deutschen Bundesstiftung Umwelt (DBU), bekannte Höhlenbäume kartieren und mit Plaketten kennzeichnen. Diese dienen der Orientierung bei Forstarbeiten wie Rückschnitt- oder Fällmaßnahmen.
Seit 1984 wird jährlich im Juli und August auf 166 Probeflächen die Entwicklung von Waldschäden und die Belaubung der Baumkronen begutachtet. Auf jeder Fläche, die ein Raster von etwa 500 Metern Abstand bilden, sind 10 Einzelbäume markiert. Die Artenvielfalt der 1660 Bäume entspricht etwa der Verteilung im Stadtwald: Etwa 40 Prozent sind Eichen, 34 Prozent Kiefern und 26 Prozent Buchen. Alle zwei Jahre veröffentlicht das Grünflächenamt einen Waldzustandsbericht. Die Berichte zeigen, dass die Anzahl der geschädigten Bäume in den 1980er Jahren zunächst stark anstieg. In den 1990er Jahren waren zeitweise nur noch 20 Prozent der Bäume gesund. Seitdem verbesserte sich der Waldzustand aufgrund der Schutzmaßnahmen wieder, wobei insbesondere trockene Sommer wie 2003 die Bäume belasten. 2014 waren etwa 38 Prozent der Bäume gesund, etwa 62 Prozent unterschiedlich stark geschädigt. Das Schadensniveau lag damit auf dem niedrigsten Stand seit 20 Jahren. Vor allem der Anteil der gravierend geschädigten älteren Bäume ist von zeitweise fast 60 Prozent auf 28 Prozent gesunken.
Seit dem Jahr 2000 führt das Frankfurter Senckenberg Forschungsinstitut im gesamten südlich des Mains gelegenen Teil des Stadtwaldes im Abstand von fünf Jahren floristisch-faunistische Untersuchungen, Arteninventare sowie Biotopkartierungen durch, um Bestand, Gefährdung, Schutzbedürftigkeit und Entwicklungsfähigkeit der dort anzutreffenden Tier- und Pflanzenarten festzustellen. Das Institut stellt die darauf basierenden Gutachten und Karten der Öffentlichkeit zur Verfügung.

## Menschliche Nutzungsgeschichte

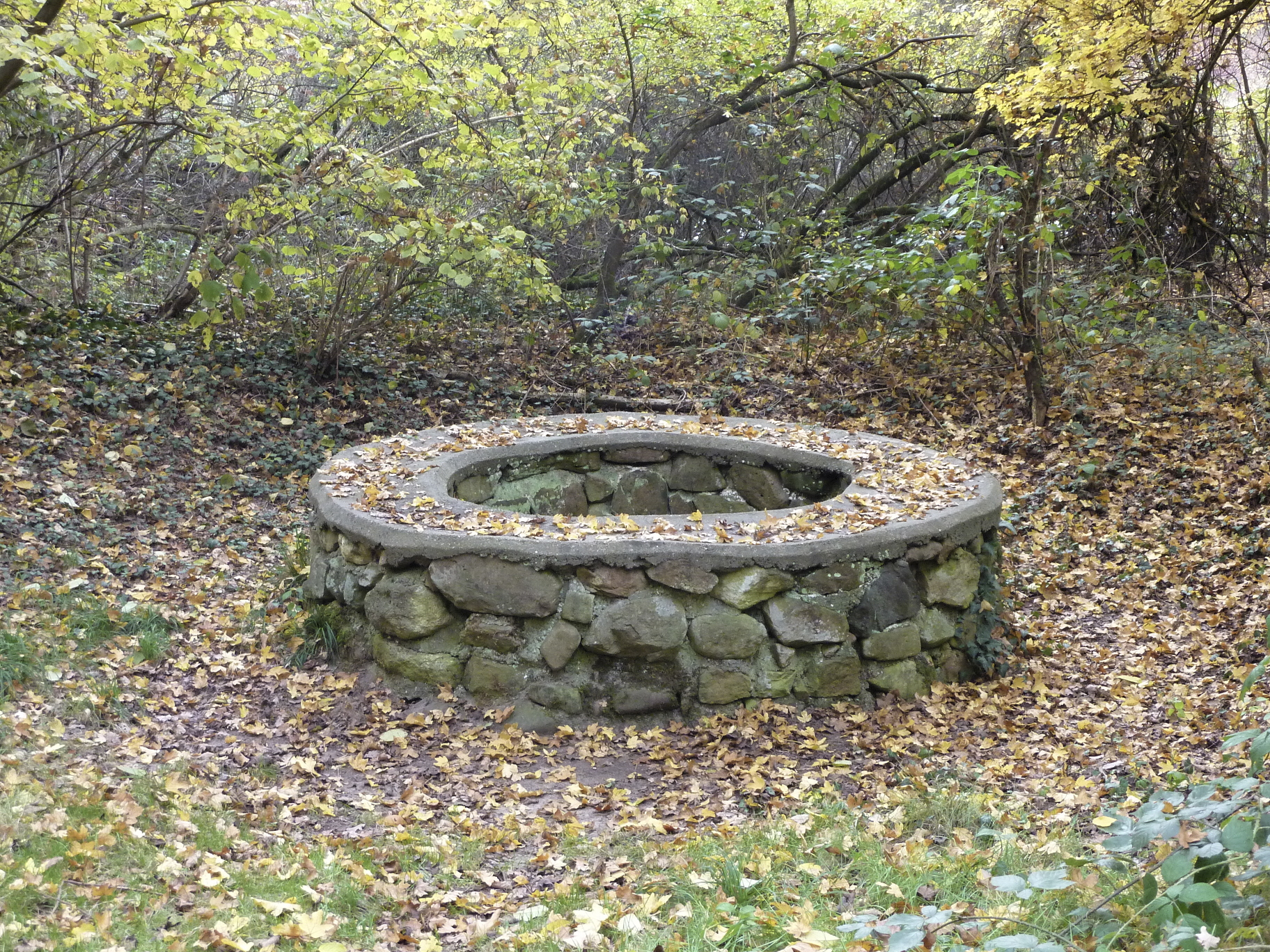
Der Rest eines römischen Brunnens aus dem 2./3. Jahrhundert im Schwanheimer Wald

### Prähistorische Nutzung und Antike
Die ältesten, durch archäologische Funde von Artefakten belegten Spuren des Menschen im Frankfurter Stadtwald stammen aus der Altsteinzeit. Der bislang älteste Fund ist eine Pfeilspitze aus Feuerstein. Auch die ältesten bisher vorgefundenen Siedlungsreste, ergraben im Raum der Kelsterbacher Terrasse, werden in diese Zeit datiert. Mehrere weitere Funde, ebenfalls aus der Gegend der Kelsterbacher Terrasse stammende Artefakte, sind der Jungsteinzeit zugeordnete Reste von Werkzeugen. Die Hinkelsteinschneise im Unterwald erhielt ihren Namen von einem großen Menhir, der früher hier stand. Er wurde im 19. Jahrhundert zertrümmert, um daraus Grenzsteine herzustellen.
Für die als europäische Bronzezeit bezeichnete Geschichtsepoche nimmt die Zahl der archäologischen Funde aus dem Stadtwald zu: So wurden im Schwanheimer Wald 67 Hügelgräber aus der Hallstattzeit vorgefunden. Diese Gräber sowie die am Rohsee vorgefundenen, als Überreste eines Flusshafens interpretierten Ergebnisse wissenschaftlicher Ausgrabungen weisen die Besiedelung des Gebiets durch Menschen in dieser Epoche nach. Die erwähnten Hügelgräber sind im Gelände allerdings weder besonders gekennzeichnet noch speziell hervorgehoben. Durch die über Jahrtausende erfolgte Bodenerosion sowie wegen des jüngeren Bewuchses mit Bäumen und teilweise dichtem Unterholz sind viele dieser Gräber im Gelände nur unter Schwierigkeiten auszumachen. Die dort gefundenen Exponate befinden sich im Weltkulturen Museum (früher Museum für Völkerkunde), im Historischen Museum Frankfurt sowie im Heimatmuseum des Stadtteils Schwanheim.
Ebenfalls im Schwanheimer Wald am westlichen Rand des Stadtwaldes, am Römerweg in der Nachbarschaft des Rohsees, ist der Rest eines Brunnens aus spätrömischer Zeit zu besichtigen, der zu einer in der Nähe gelegenen Villa rustica gehörte. In dem zuvor mehrere Meter tiefen, heute zugeschütteten Brunnen wurde im Rahmen einer archäologischen Grabung eine Bestattung aus römischer Zeit vorgefunden (wegen der Fund-Umstände schließt man auf eine Sonderbestattung); das dort ergrabene Skelett eines jungen Mannes sowie die dazugehörenden Grabbeigaben sind Mittelpunkt der Ausstellung des Heimatmuseums Schwanheim.

### Mittelalter

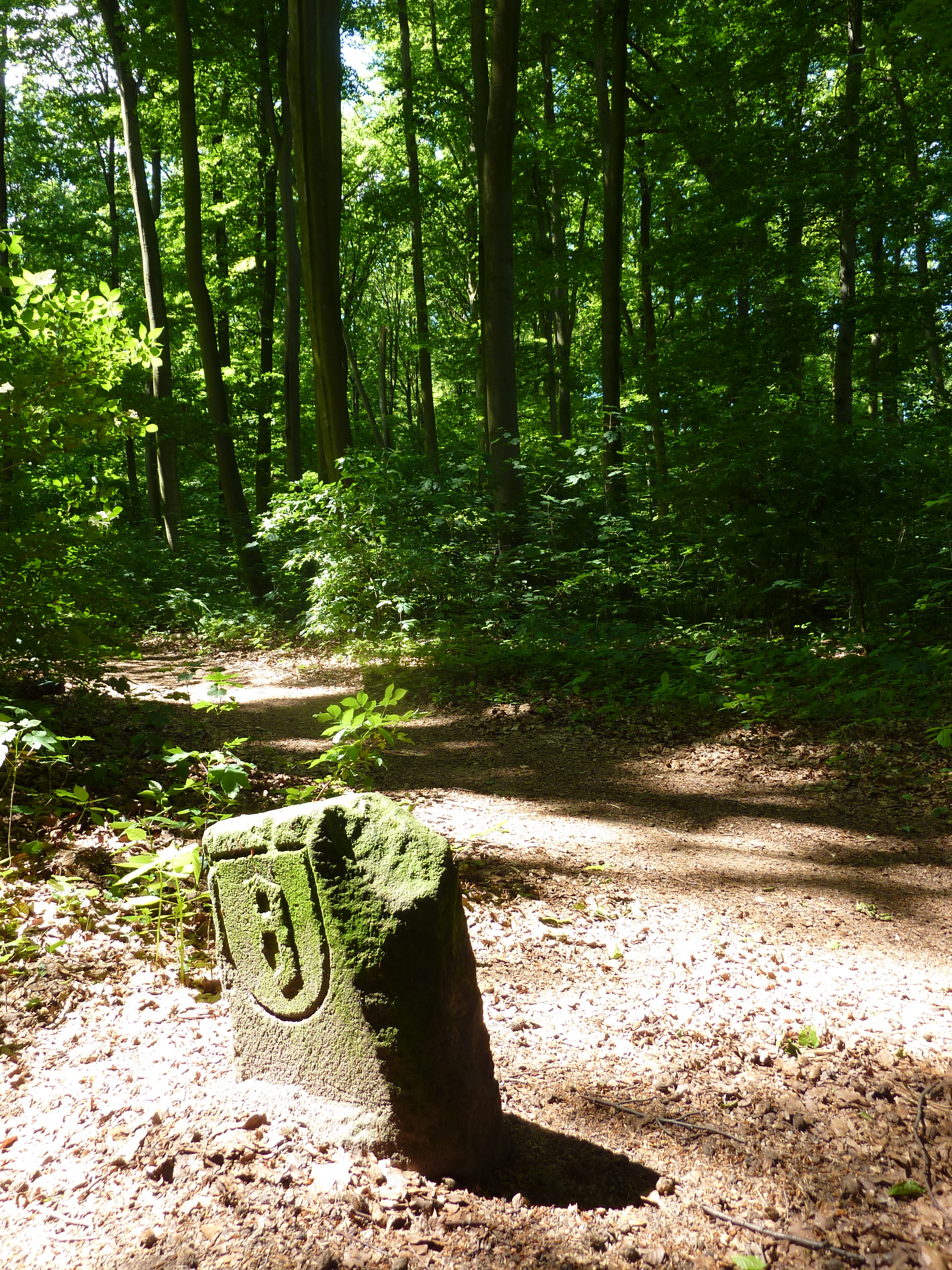
Einer der aus dem 15. Jahrhundert stammenden Grenzsteine des Schäfersteinpfads

Im Mittelalter gehörte das Gebiet des Stadtwalds zum Wildbann Dreieich, einem königlichen Bannforst. Im Jahre 1221 schenkte Kaiser Friedrich II. Teile des heutigen Stadtwalds mit dem Sandhof und den dazugehörenden Jagd- und Weiderechten dem Deutschen Orden, der in Sachsenhausen eine Kommende einrichtete. Am 10. Mai 1235 gewährte König Heinrich (VII.) den Frankfurter Bürgern in einer Urkunde die Hälfte des Ertrages der Frankfurter Münze sowie Holz aus dem Wildbann Dreieich zur Instandsetzung der wichtigen Mainbrücke, die durch ein Hochwasser beschädigt worden war.
Kaiser Karl IV. verpfändete 1351 den an Frankfurt angrenzenden Teil des Königsforstes für 400 Pfund Heller an den Wetterauer Landvogt Ulrich III. von Hanau. Zusammen mit anderen Erwerbungen, vor allem im Bereich des Bornheimerberges, drohte er, die Stadt damit einzuschließen und zu einem Teil seines Herrschaftsgebietes zu machen. 1363 erwarb der Frankfurter Patrizier Siegfried zum Paradies das Pfand am Reichsforst. Daraufhin schlossen sich mehrere Frankfurter Schöffen, darunter Johann von Holzhausen, zusammen und verhandelten mit dem Kaiser über eine Ablösung der Pfandrechte durch die Stadt. Am 2. Juni 1372 stellte Kaiser Karl IV. die Urkunde aus, mit der die Stadt gegen Zahlung von je 8800 Gulden das Schultheißenamt und den Reichsforst erwarben.

„Wir Karl von gots gnaden romischer keiser, czu allen czeiten merer des reichs und kunig czu Behem, bekennen und tun kunt offenlich mit disem brieve … daz wir … verkeufen recht und redelich … unsirn und des reichs lieben getrewen den burgermeistern, scheffen, rate und burgern gemeinlich unsirer stat zu Frankenfort gelegen an dem Meyne … das forstampt und die welde, die man nennet den forst, den buchwalt und daz lehen, gelegen uzwendig Frankenfurt uber die bruken, sampt und besunder, mit allen iren rechten, zinsen, renten, nutzen, gevellen, forsten, puschen, lachen, heiden, weiden, wiesen, almenden und anders waz dorzu gehoret von rechte odir gewonheide …“

Damit war die Stadt reichsunmittelbar geworden. Der große Stadtwald sicherte nicht nur ihre Holzversorgung, sondern diente auch als Weide- und Jagdgebiet. Gemäß der Urkunde gliederte sich der Stadtwald in den hauptsächlich von Eichen bewachsenen westlichen Unterwald und den östlichen Buchwald oder Oberwald.
Im Jahr 1484 erwarb die Stadt schließlich durch einen Vergleich mit der Kommende des Deutschen Ordens für 1400 Gulden das Waldstück zwischen Sandhof und Niederrad, die Holzhecke. Noch heute sind die zahlreichen Grenzsteine dieses Vergleichs am Schäfersteinpfad zu sehen, einem im 20. Jahrhundert angelegten Rundwanderweg entlang dieser Flurgrenze.

#### Nutzung als Hutewald

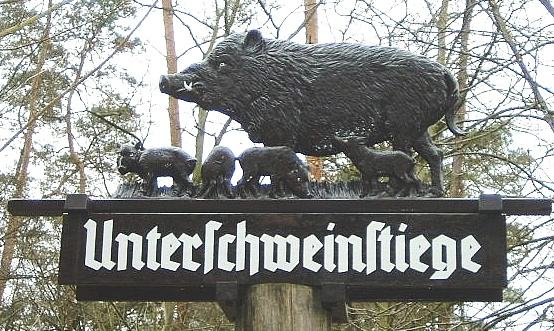
Gemarkungstafel Unterschweinstiege im Unterwald

Aus den Jahren von 1491 bis 1812 sind Mastlisten erhalten, die Aufschluss über den jährlichen Vieheintrieb geben. Unter der Aufsicht eines dazu bestimmten Ratsmitgliedes erkletterten die Stieger im Herbst mit Hilfe von Steigeisen einzelne Mastbäume, um den zu erwartenden Ertrag an Eicheln (→ Eichen) und Bucheckern zu schätzen. Anhand dieser Schätzungen wurde die Anzahl der in den Monaten Oktober und November einzutreibenden Schweine festgelegt. Durchschnittlich trieb man 500 bis 600 Tiere jährlich ein, im besten Mastjahr 1779 waren es bis zu 1470. Die Anfang des 18. Jahrhunderts erbauten Schweinstiegen im Ober- und im Unterwald dienten den Herden als Unterstände oder Ställe. Im Stadtwald auf Schwanheimer Gebiet stehen Gruppen von sogenannten „Tausendjährigen Eichen“, die Schwanheimer Alteichen. Das Alter der meisten dieser Bäume wird jedoch auf höchstens etwa 500 Jahre geschätzt. Sie dienten bis gegen Ende des 19. Jahrhunderts den Schwanheimer Landwirten als Huteeichen (→ Hutewald), deren reicher Ertrag vor Ort für die herbstliche Viehmast verwendet wurde. Von der Nutzung als Hutewald zeugen bis in die Gegenwart die Ortsbezeichnungen Oberschweinstiege und Unterschweinstiege sowie die entsprechend benannten Schneisen im Stadtwald.

### Neuzeit

#### Forstwirtschaft

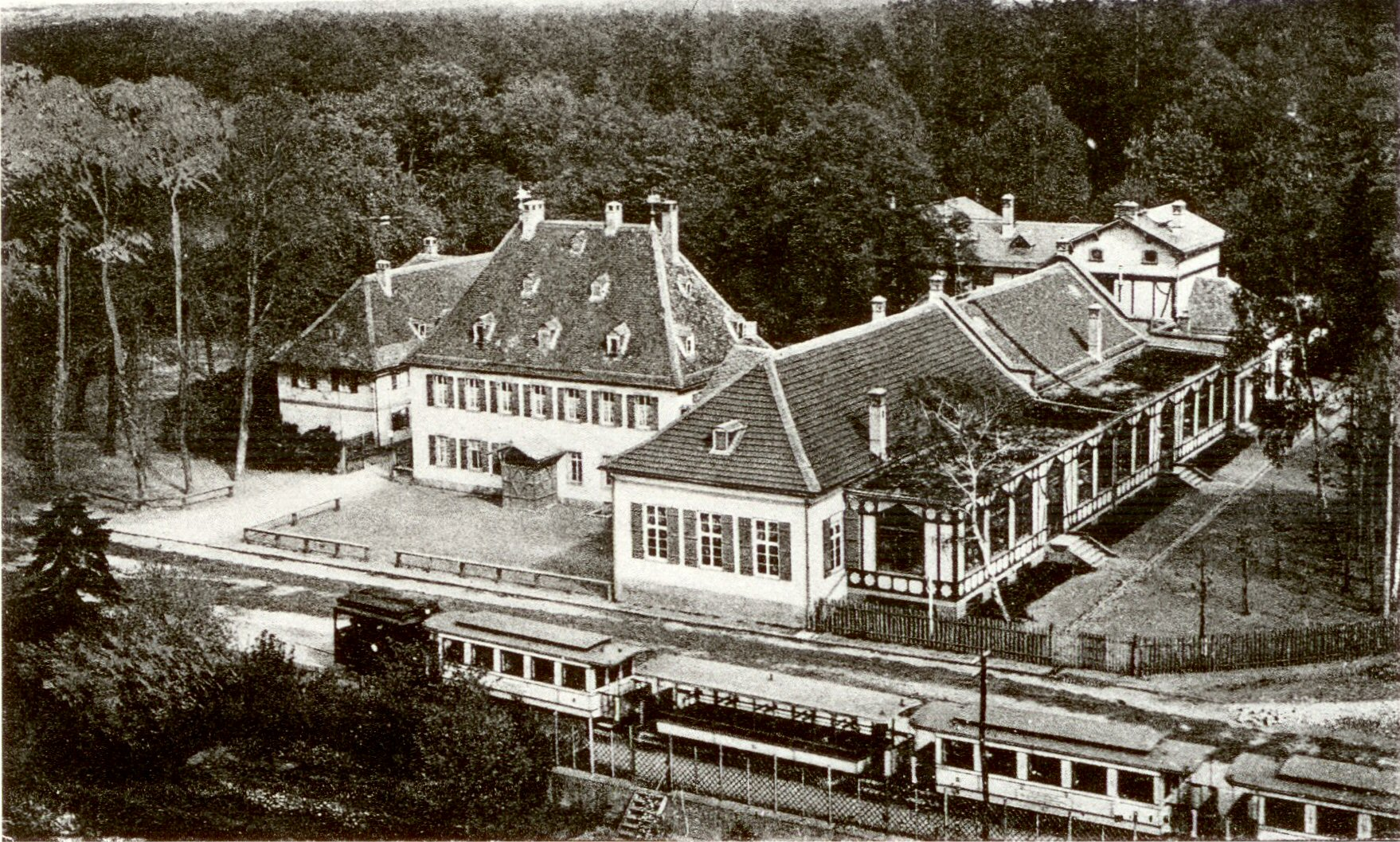
Oberforsthaus 1904 mit einem Zug der Frankfurter Waldbahn

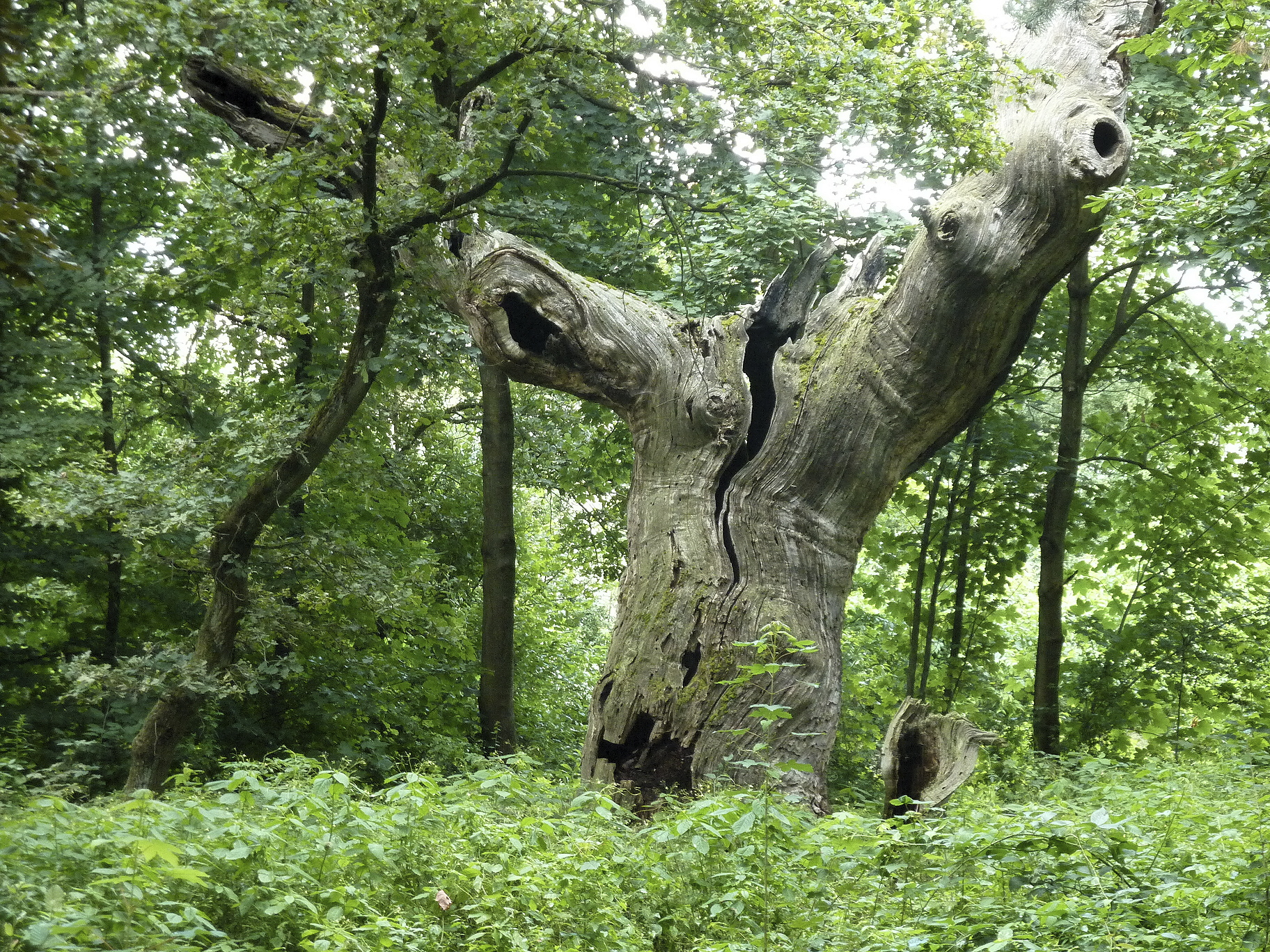
Am Waldlehrpfad Historischer Wanderweg Schwanheim stehen die Schwanheimer Alteichen – etwa dreißig mehrere hundert Jahre alte Hutebäume, die zu den ältesten Bäumen im Stadtwald gehören. Im Bild ein bereits abgestorbenes, besonders stattlich gewachsenes Exemplar.

Zur Pflege des Waldes und um devastierte oder licht gewordene Bestände wieder aufzuforsten, wurde ab 1426 im Stadtwald gesät. Die Ausführung lag dabei in den Händen von aus Nürnberg entsandten Tannensäern, die Nürnberger Waldsamen (zumeist Waldkiefer, Pinus silvestris) nach der ursprünglich von Peter Stromer entwickelten Nürnberger Technik ausbrachten. Trotzdem litt der Wald durch den jährlichen Vieheintrieb und die intensive Holznutzung im Laufe der Zeit so sehr, dass der Rat 1696 beschloss, der zunehmenden Waldverödung durch eine systematische Forstwirtschaft gegenzusteuern. Der Rat erließ eine Verordnung, welche die beiden Bürgermeister jeweils nach Ablauf ihrer einjährigen Amtszeit für ein weiteres Jahr zu Forstmeistern bestimmte, die für die Sicherung der Waldgrenzen, die Besserung der Wege und die Aufforstung verantwortlich waren. Im Jahr 1729 bestellte der Rat den ersten hauptamtlichen Oberförster, der das neu erbaute Oberforsthaus bezog, das als Kupferstich um 1810 durch Johann Christian Berndt (1748–1812) in einer Ansicht wiedergegeben ist. Ein weiteres Forsthaus entstand 1731 am Hinkelstein an der westlichen Waldgrenze.
Zur Pflege des Waldes teilte man den Unterwald in acht Teile, von denen immer zwei für jeweils 40 Jahre eingehegt bleiben sollten, um den Aufwuchs zu fördern. Weitere Verordnungen bestimmten, dass nur abgängiges, das heißt totes oder am Boden liegendes Holz gesammelt werden durfte, beschränkten die Holzabfuhr sommers auf einen Tag der Woche und winters auf zwei oder schränkten die Verwendung von Äxten ein. Trotzdem gelang es der zunächst geringen Zahl von Förstern nicht, den Waldfrevel der Sachsenhauser Bürger und der Bewohner der umliegenden Dörfer Schwanheim, Kelsterbach und Isenburg wirksam zu bekämpfen. Dies war vor allem auch eine Folge des raschen Bevölkerungsanstieges im 18. Jahrhundert. So stieg beispielsweise in Sachsenhausen die Zahl der auf das Einholen und den Handel von Holz angewiesenen Familien von 283 im Jahr 1729 auf 505 im Jahre 1763.
Erst unter dem aus Eppstein stammenden Oberförster Johannes Vogel, der von 1766 bis zu seinem Tode 1797 amtierte, gelang der Übergang zur modernen Forstwirtschaft. Er war so erfolgreich, dass sein Sohn Philipp Vogel (1797) und sein Enkel Friedrich Vogel (1822) zu seinen direkten Nachfolgern ernannt wurden und sein Werk fortführten.
Bis Mitte des 19. Jahrhunderts blieb das Waldgebiet weitgehend geschlossen, danach kam es durch den Eisenbahnbau und später durch den Bau von Straßen zu ersten Einschnitten. Größere Waldflächen gingen für den Bau der Pferderennbahn (1865) und des Waldstadions (1925) sowie für den Bau des Frankfurter Flughafens ab 1936 verloren. Die Waldverluste im 20. Jahrhundert belaufen sich auf insgesamt rund 500 Hektar.
Im 20. Jahrhundert litt der Wald vor allem unter der zunehmenden Luftbelastung. Im Jahr 1993 erklärte die Stadt deshalb den größten Teil des Stadtwaldes, etwa 3800 Hektar, zum Bannwald, um ihn vor künftigen Eingriffen zu schützen. Da der Stadtwald als die „grüne Lunge“ der Mainmetropole gilt, existiert außerdem seit 1991 mit der von der Stadtverordnetenversammlung einstimmig beschlossenen GrünGürtel-Verfassung ein Magistratsbeschluss, wonach keine Eingriffe in den Baumbestand vorgenommen werden dürfen, es sei denn, es würde anderswo nachgepflanzt. Zur Pflege der Baumbestände sind jedoch nachhaltige Eingriffe erforderlich. Der Baumeinschlag beträgt seit Ende des 20. Jahrhunderts durchschnittlich 14.000 Festmeter jährlich. Dabei wird der Anteil von Kiefern allmählich reduziert; geplant ist eine Ausdehnung des Anteils von Laubwald auf rund 70 % der Baumbestände.

#### Jagd
Der Wildbann Dreieich war einst sehr wildreich. Neben Hirschen und Wildschweinen gab es bis zu deren lokaler Ausrottung auch Bären, Wölfe und Luchse im Wildbann, die als Spitzenprädatoren den Bestand der Wildtiere regulierten. Mit dem Bevölkerungswachstum im Mittelalter und der zunehmenden Nutzung des Waldes für den Vieheintrieb und die Holzgewinnung verschwand das Wild allmählich. Im Jahr 1791 entschied das Reichskammergericht in einem lange schwelenden Rechtsstreit mit Ysenburg zugunsten der Reichsstadt Frankfurt, die danach die uneingeschränkten alleinigen Jagdrechte im ehemaligen kaiserlichen Wildbann besaß. Bis 1850 durfte jeder unbescholtene Frankfurter Bürger, der den Bürgereid geleistet hatte und mit seinen Steuerzahlungen nicht im Rückstand war, gegen Zahlung von zwei Reichstalern unter Beachtung der Schonzeiten und sonstigen gesetzlichen Bestimmungen die Jagd frei ausüben. Für den jährlichen Schnepfenstrich galten besondere Bestimmungen. Auch nach dem Frankfurter Jagdgesetz vom 2. August 1850 blieb die Freijagd im Stadtwald noch bestehen, bis die Stadt sie 1882 aufhob und das Jagdrecht verpachtete. Danach vermehrten sich die Wildbestände erheblich. Nach dem Ersten und Zweiten Weltkrieg kam es aufgrund zunehmender Wilderei zu erheblichen Bestandseinbrüchen. Nach dem Zweiten Weltkrieg vermehrten sich vor allem Damwild und Wildschweine. Jährlich werden etwa 300 Stück Wild im Stadtwald erlegt, darunter etwa 150 bis 200 Wildschweine.

#### Trinkwassergewinnung

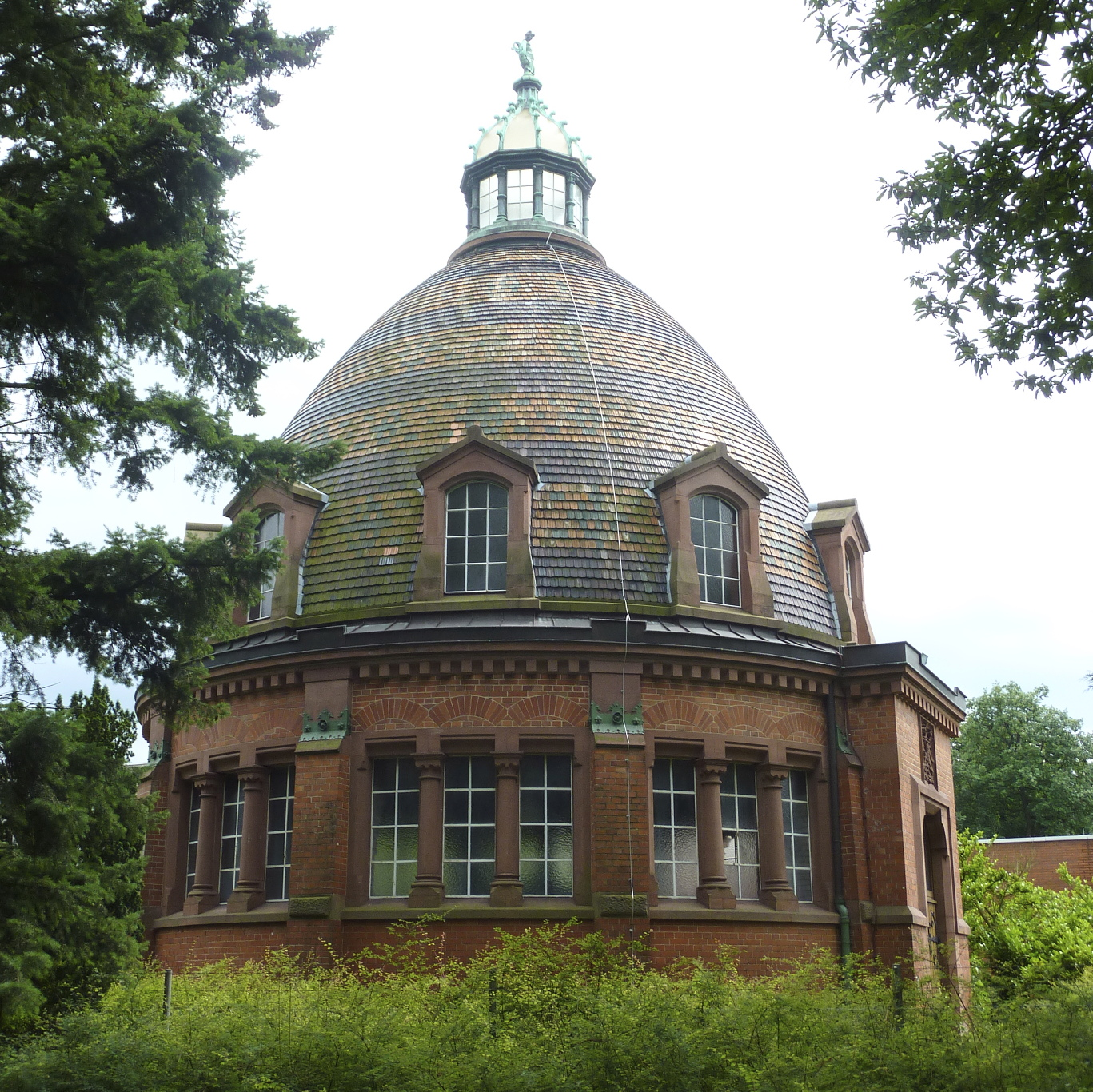
Wasserwerk Hinkelstein

1884 entdeckte der Ingenieur William Heerlein Lindley, der damals die erste Schwemmkanalisation und Kläranlage Frankfurts in Niederrad baute, ergiebige Grundwasservorkommen im Frankfurter Stadtwald. Bereits im Sommer 1885 entstand das erste Wasserwerk am Oberforsthaus, das täglich 5000 Kubikmeter Grundwasser förderte und über einen Hochbehälter an der Sachsenhäuser Warte in das seit 1873 bestehende öffentliche Trinkwassernetz der Stadt einspeiste. Um den wachsenden Trinkwasserbedarf Frankfurts zu decken, wurden 1888 das Wasserwerk Goldstein und 1894 das Wasserwerk Hinkelstein gebaut, die pro Tag 12.000 bzw. 18.000 Kubikmeter gewinnen konnten. Zuletzt kam 1955 das Wasserwerk Schwanheim mit einer Tagesleistung von 16.000 Kubikmeter hinzu. Die Wasserwerke sind, nach mehrfacher Modernisierung, bis heute in Betrieb und fördern jährlich etwa 20 Millionen Kubikmeter Wasser. Das im Stadtwald geförderte Trinkwasser deckt etwa 15 Prozent des Verbrauchs in der Stadt.
Um die durch Grundwasserentzug verursachten Trockenschäden zu vermeiden, begann man 1907 zunächst versuchsweise und systematisch ab 1912 mit der gezielten Versickerung von Mainwasser. Ein Beispiel aus dieser Zeit ist der in den späten 1950er Jahren angelegte Teich Tiroler Weiher südlich des Oberforsthauses. Die 1959 am Niederräder Ufer errichtete Mainwasseraufbereitungsanlage kann täglich bis zu 30.000 Kubikmeter Wasser über ein Netz aus gelochten Zementrohren in die grundwasserführende Schicht infiltrieren. Von der Versickerung bis zu den Entnahmebrunnen fließt das dem Grundwasser zugeführte Mainwasser etwa ein halbes Jahr.
Zum Schutz des Grundwassers vor Verunreinigung ist der Stadtwald seit 1998 als Wasserschutzgebiet ausgewiesen. Gefahr geht vor allem von den durch den Stadtwald führenden Verkehrswegen und vom Flughafen aus. 1977 traten bei einem Eisenbahnunfall in der Nähe des Wasserwerkes Goldstein rund 30.000 Liter leichtes Heizöl aus und drangen teilweise in den Boden ein. Am Flughafen belasteten vor allem harnstoffhaltige Enteisungsmittel und Reinigungsmittel, die nicht sorgfältig aufgefangen wurden, den Boden mit Nitraten und chlorierten Kohlenwasserstoffen. Seit den 1990er Jahren sorgen umfangreiche Sanierungsmaßnahmen am Flughafen in Verbindung mit dem Bau von Aktivkohlefilteranlagen für den Schutz der Trinkwasserbrunnen im Stadtwald.

#### Forstverwaltung

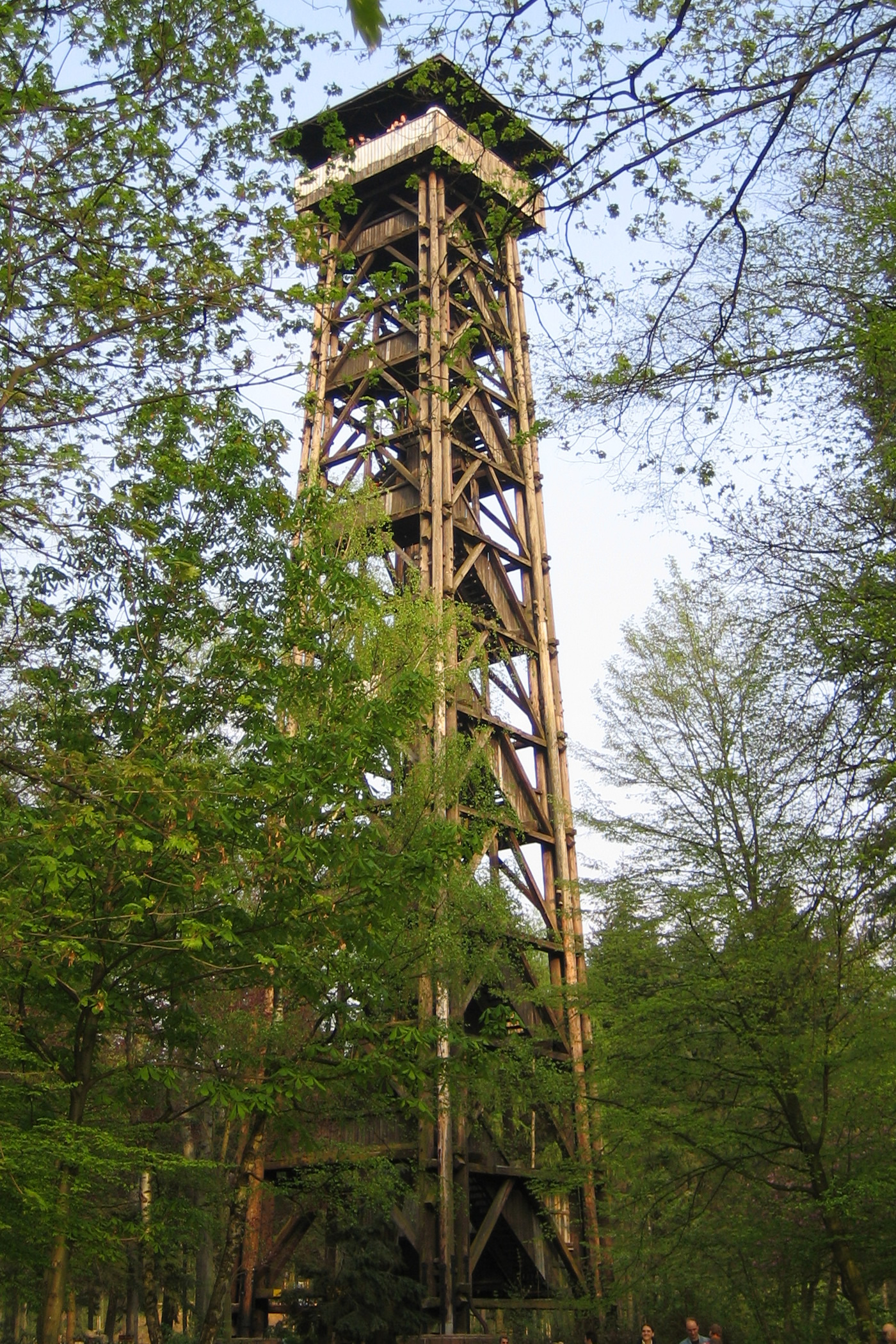
Der rund 43 m hohe Goetheturm ist einer der höchsten Holzbauten Deutschlands.

Nachdem das Gebiet des Stadtwaldes im 14. Jahrhundert in den Besitz der Stadt Frankfurt gekommen war, waren zunächst je zwei ehemalige Bürgermeister im Anschluss an ihre Amtszeit für die Dauer eines Jahres für die Forstaufsicht zuständig. Ab dem frühen 17. Jahrhundert konnte diese Frist bei erwiesener Eignung für das Sachgebiet auf unbestimmte Zeit verlängert werden. Seit dem Jahr 1726 wurden auf Erlass von Kaiser Karl VI. nur noch fachlich ausgebildete Personen zu Forstmeistern bestimmt.

#### Forstamtsleiter von 1726 bis 2002
- 1726–1734: Reitender Oberförster Baur v. Eysseneck
- 1734–1763: Oberförster Johann David Klotz
- 1764–1766: Oberförster Johann Hermann Klotz
- 1767–1797: Oberförster Johannes Vogel
- 1798–1828: Oberförster Philipp Friedrich Vogel
- 1829–1839: Oberförster Johannes Friedrich Vogel
- 1840–1887: Forstmeister Friedrich Schott von Schottenstein
- 1887–1901: Forstmeister Carl Friedrich Philipp Hensel
- 1901–1918: Forstmeister Ludwig Friedrich August Haus
- 1918–1927: Oberforstmeister Carl Eduard Otto Fleck
- 1927–1940: Oberforstmeister Hans Bernhard Jacobi
- 1940–1972: Forstdirektor Kurt Ruppert
- 1973–2002: Leitender Forstdirektor Werner Ebert
- 2003–2013: Abteilungsleiter Reinhard Divisch
- 2013–heute: Abteilungsleiterin Stadtforst Tina Baumann

#### Verwaltungsstruktur seit 2002
Seit dem Jahr 2002 ist die untere Forstbehörde unter der Bezeichnung StadtForst organisatorisch eine Fachabteilung des städtischen Grünflächenamtes. Laut § 48 des Hessischen Forstgesetzes in der Fassung von 2002 ist die StadtForst dem Regierungspräsidium als obere Forstbehörde unterstellt. Oberste Forstbehörde ist das zuständige Landesministerium. Der Frankfurter Stadtwald wird heute von insgesamt sechs Forstämtern mit jeweils eigenen Forstrevieren verwaltet: Fechenheim, Goldstein, Niederrad, Oberrad, Sachsenhausen und Schwanheim.

#### Bildungsangebote

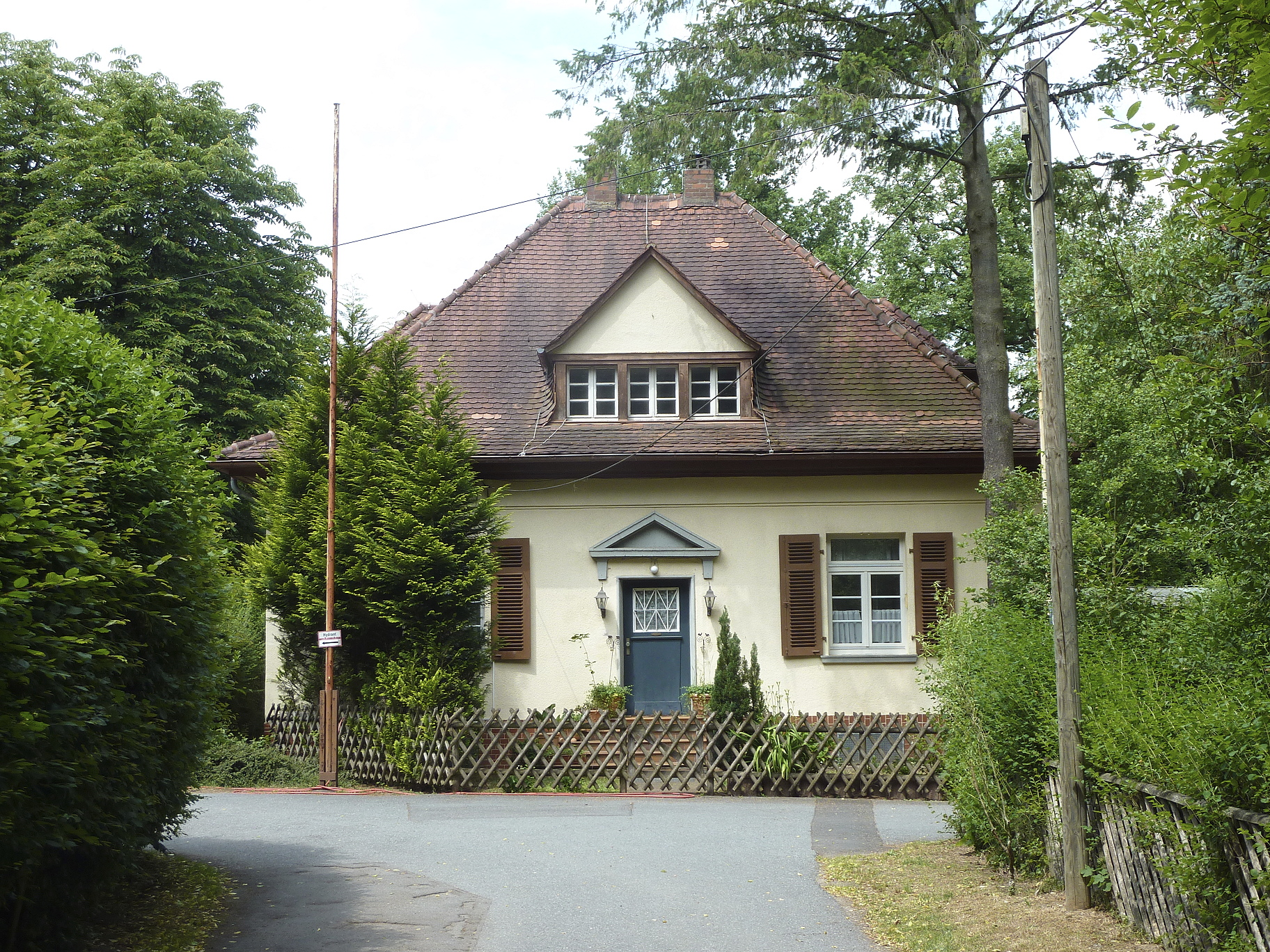
Das ehemalige Waldschulheim im Oberwald, seit 2003 GrünGürtel-Waldschule

Mehrere Ämter der Stadt Frankfurt – darunter das Umweltamt und das Grünflächenamt – organisieren und pflegen im Stadtwald Bildungsangebote für Kinder und Erwachsene rund um das Thema Wald, die einander didaktisch ergänzen. Neben kommunalen Organisationen sind auch andere, regionale und überregionale Verbände am Bildungsprogramm beteiligt.
Ein Kernstück des Programms ist das StadtWaldHaus südlich des Jacobiweihers: In der Nähe der Oberschweinstiege steht die ehemalige Fasanerie und mit ihr dieses im Jahr 1995 gegründete Informationszentrum. Das Gebäude ist um den Stamm einer großen Eiche herum gebaut und dient als Lehrstation, an Wochenenden betreut von ehrenamtlich tätigen Mitarbeitern der Schutzgemeinschaft Deutscher Wald. Neben Ausstellungen befinden sich dort Gehege und Volieren mit zum Teil verletzten Tieren, die nach ihrer Genesung wieder freigelassen werden. Durch ein großes Bullauge kann vom Hausinnern aus der Lauf der Jahreszeiten in einem direkt angrenzenden Teich beobachtet werden. Ein künstlicher Bach verläuft mitten durch die Ausstellungsräume. Neben dem MainÄppelHaus auf dem Lohrberg und dem Alten Flugplatz Bonames ist das Stadtwaldhaus eines der drei großen Informationszentren und Lernstationen im Frankfurter Grüngürtel. Auf dem Gelände der Fasanerie betreibt die Stadt Frankfurt mit der Wildkammer des Grünflächenamtes außerdem einen Waldladen, in dem saisonabhängig (→ Schonzeit) die Möglichkeit zum Einkauf verschiedener Sorten frischen Wildbrets sowie von Wildkonserven aus den Jagdstrecken der städtischen Förster besteht.
Mit der Grastränke existiert im Oberwald seit 1964 östlich des Jacobiweihers ein nur an Sonntagen geöffnetes Informationszentrum mit dem Schwerpunkt Vogelschutz. Das Gelände wird gemeinschaftlich betreut vom Naturschutzbund Deutschland und der Schutzgemeinschaft Deutscher Wald. Des Weiteren wurde im Jahr 2003 im Süden des Oberwaldes in einem ehemaligen Waldschulheim die städtisch betreute Lernstation GrünGürtel-Waldschule eingerichtet, in der Schulklassen im Rahmen des Unterrichts auf anschauliche, praktische Weise an das Thema „Lebensraum Wald“ herangeführt werden.
Diese Bildungsangebote werden ergänzt durch mehrere Lehrpfade im Stadtwald, darunter ein Waldschadens-Lehrpfad, der historische Wanderweg Schwanheim, der Oberforsthaus-Rundweg sowie der Waldlehrpfad Schwanheim. Die Stadt Frankfurt bietet in Form von Büchern, Prospekten, Wanderkarten und Faltblättern begleitendes Informationsmaterial an, das die vor Ort gemachten Erfahrungen vertieft.

#### Freizeit und Erholung

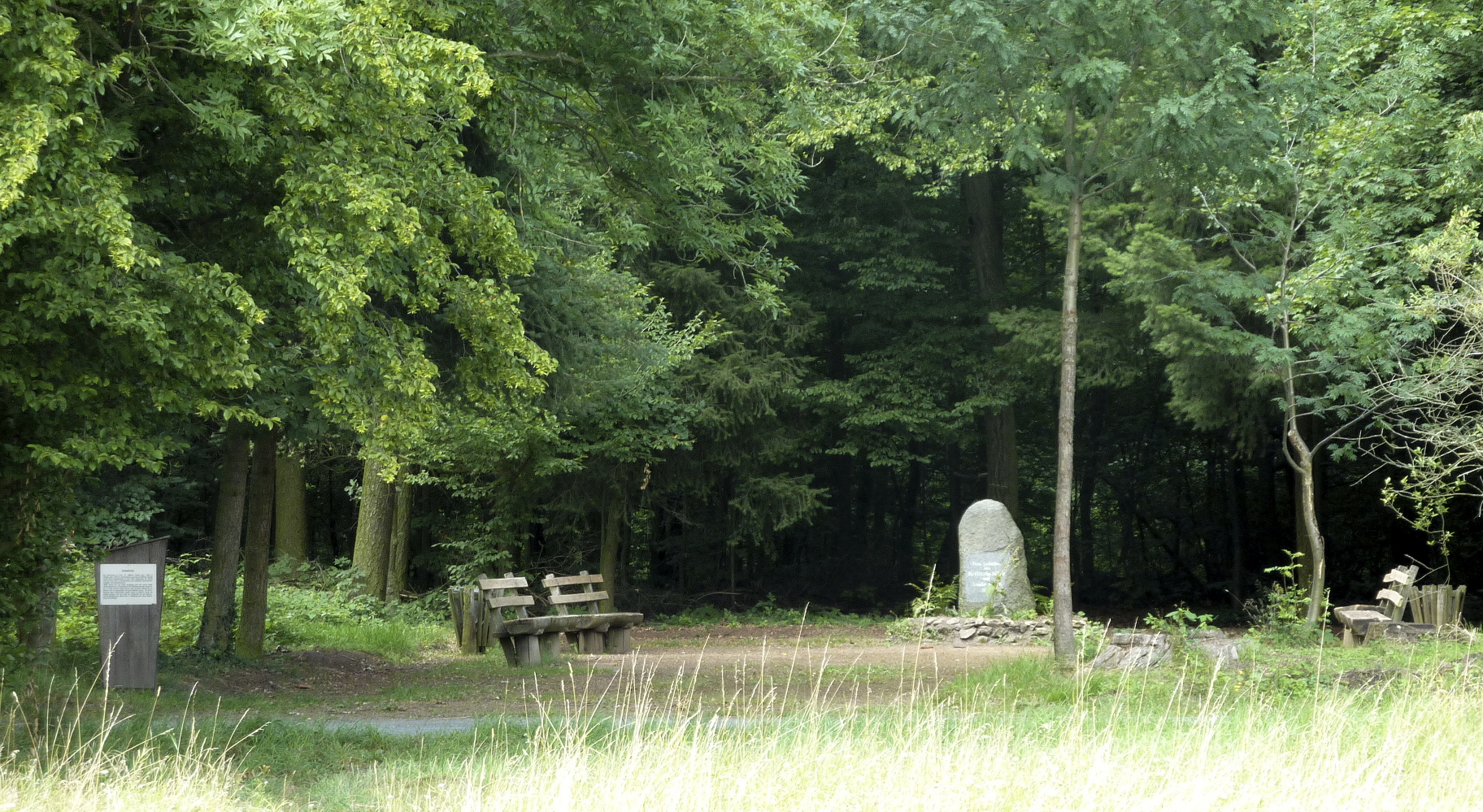
Die Kobeltruhe am nördlichen Rand der Schwanheimer Wiesen, eingerichtet zu Ehren von Wilhelm Kobelt, ist einer von mehreren Rast- und Ruheplätzen im Stadtwald.

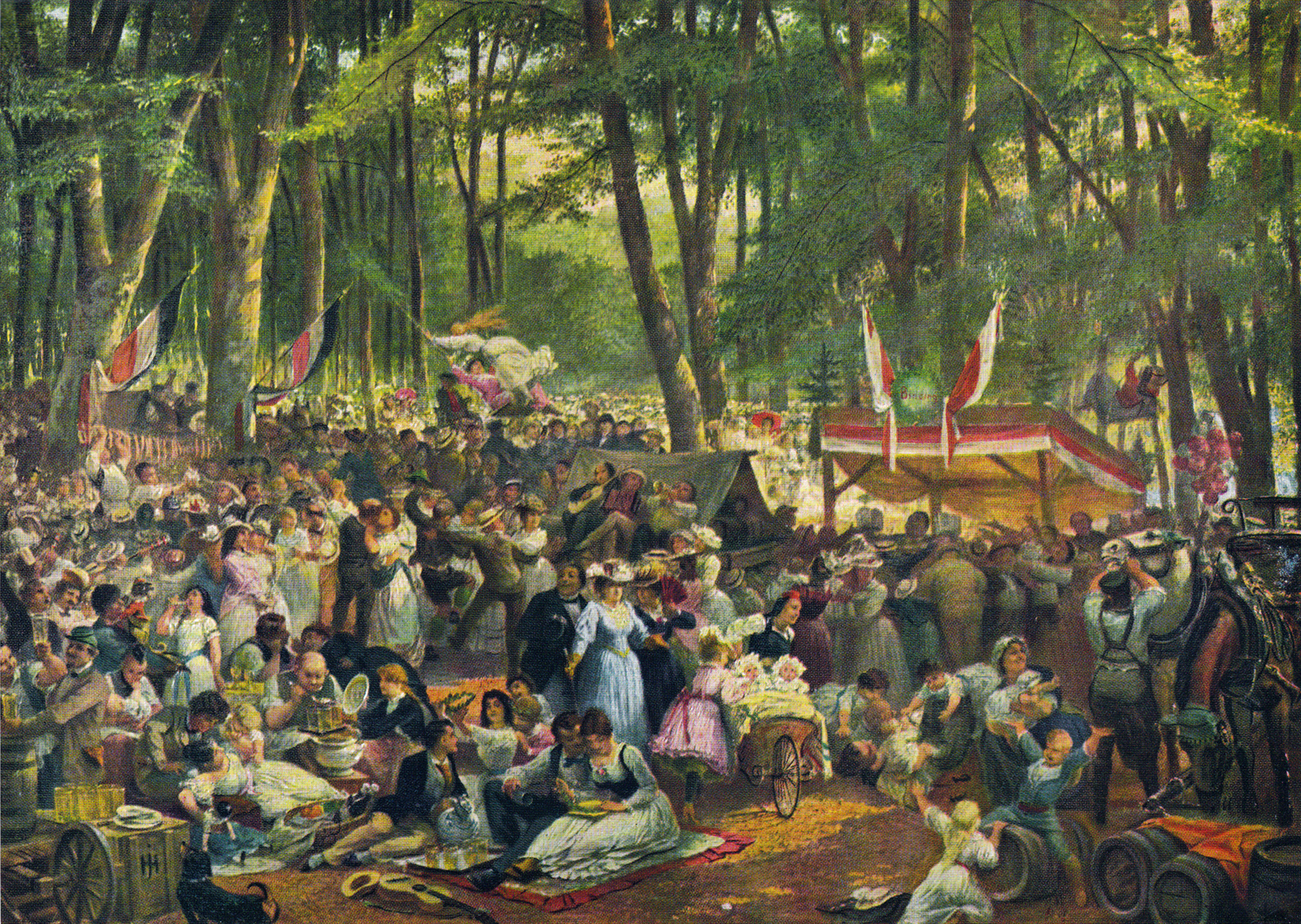
Wäldchestag. Ölgemälde von Heinrich Hasselhorst, 1871.

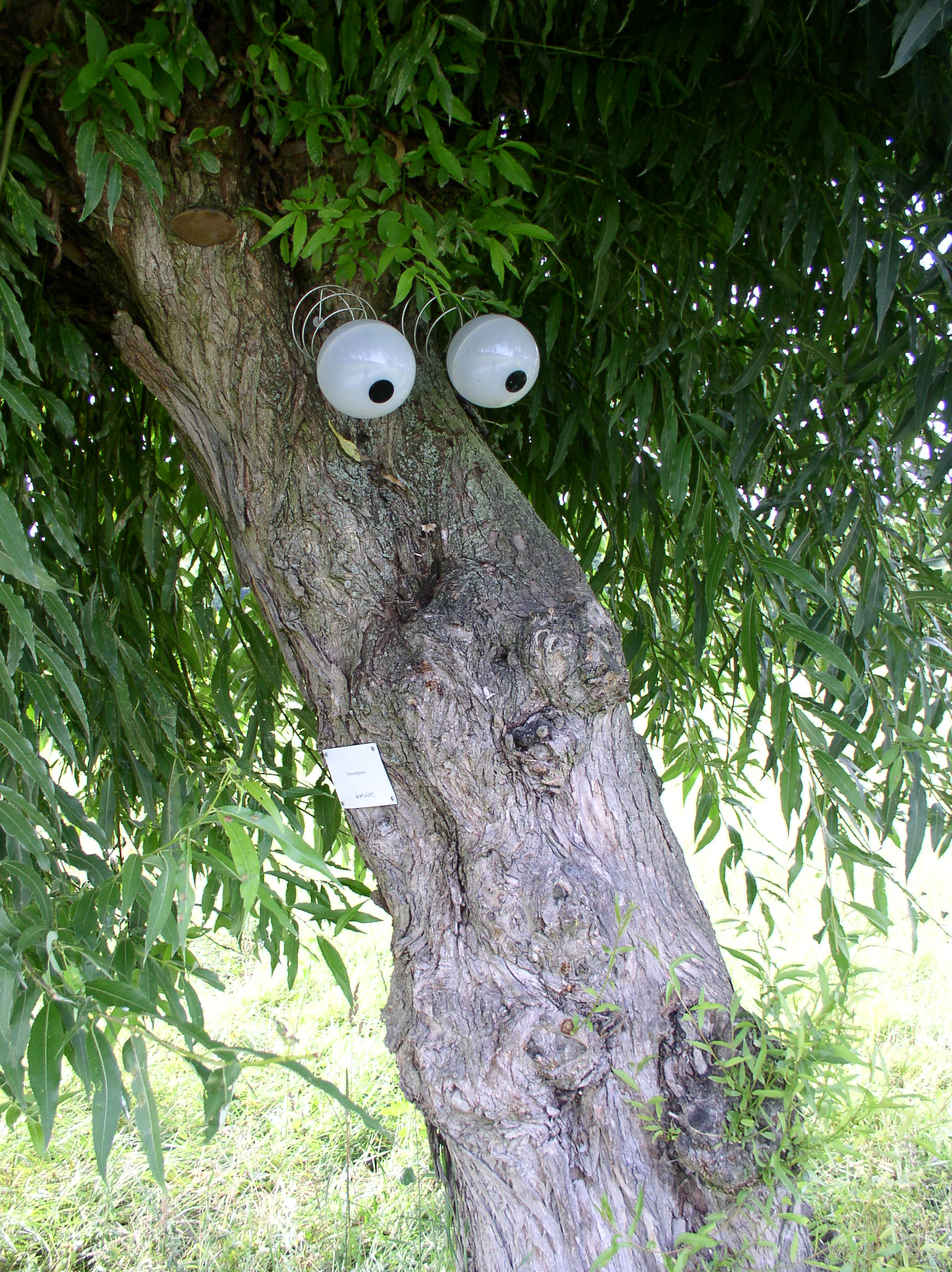
Der Struwwelpeter-Baum, ein leicht modifizierter Weidenbaum (Salix; vgl. dazu: → Augenweide) ist eine von mehreren Skulpturen F. K. Waechters aus der Reihe Komische Kunst im Frankfurter Stadtwald.

Seit dem späten 19. Jahrhundert ist der Frankfurter Stadtwald ein bedeutendes Naherholungsgebiet für die Bürger der Stadt und der von angrenzenden Gemeinden (Offenbach am Main, Neu-Isenburg, Kelsterbach). Eine der ersten dokumentierten Initiativen zur Umwidmung vom wirtschaftlich genutzten Wald zum Erholungsgebiet ging im Jahr 1908 vom Schwanheimer Arzt, Zoologen und Heimatforscher Wilhelm Kobelt aus. Auf Initiative von Kobelt, der sich besonders für die Arbeiterschaft seiner Wahlheimat Schwanheim einsetzte („der rote Kobelt“), wurde am nördlichen Rand der Schwanheimer Wiesen eine Erholungsstätte für „Rekonvaleszente und Invaliden“ eingerichtet. Viele weitere, auf verschiedene öffentliche Initiativen zurückgehende Freizeiteinrichtungen folgten im Laufe des 20. Jahrhunderts. Neben zahlreichen Waldschneisen, Wald- und Reitwegen durchziehen vier Waldlehrpfade und Waldsportpfade den Stadtwald. Daneben existieren rund 400 Ruhebänke (Stand: 2011) und 25 Schutzhütten, die bei schlechtem Wetter eine Unterstellmöglichkeit bieten. Diese Einrichtungen sowie sieben siedlungsnahe Waldspielplätze (darunter Tannenwald am Rande von Neu-Isenburg, Scheerwald, Louisa und Am Goetheturm, auf dessen Gelände eines der höchsten Holzgebäude Deutschlands, der Goetheturm steht) sowie acht Waldteiche ziehen zahlreiche Besucher – Ausflügler, Spaziergänger und Wanderer, Radfahrer und Reitsportler – in diesen Teil Frankfurts. Im Folgenden einige weitere Beispiele für die Nutzung des Waldes als Naherholungsgebiet.
Jedes Jahr am Dienstag nach Pfingsten, dem Wäldchestag, findet auf einem eigens dafür vorgesehenen Gelände in der Nähe des Oberforsthauses ein traditionelles Volksfest statt. Seine Ursprünge liegen im 18. Jahrhundert. Bis in die 1990er Jahre hatten die Frankfurter Geschäfte am Nachmittag geschlossen und die Arbeitnehmer ab 12 Uhr frei, damit sie ins Wäldchen ziehen konnten. Der Wäldchestag galt im Volksmund als „Frankfurter Nationalfeiertag“. Der Frankfurter Mundartdichter und Satiriker Friedrich Stoltze reimte 1853:
„In Wald, da muß heut Jedes,
Zu Kutsch, zu Pferd, per Eisebah,
Zu Nache un per Pedes.
Un alle Läde un Condorn,
Die wern geschlosse; Alles!
Die Zeil leiht da, wie gottverlorn,
Un leer is selbst der Dalles! …“
Der Schriftsteller Adolf Stoltze schrieb 1887 den Schwank Alt-Frankfurt, dessen siebtes Bild am Wäldchestag spielt.
Das 1925 südlich des Oberforsthauses errichtete Waldstadion war Austragungsort der ersten Arbeiterolympiade. Im Laufe der Jahre mehrfach umgebaut und erneuert, wurde es am 1. Juli 2005 in Commerzbank-Arena und am 1. Juli 2020 in Deutsche Bank Park umbenannt.

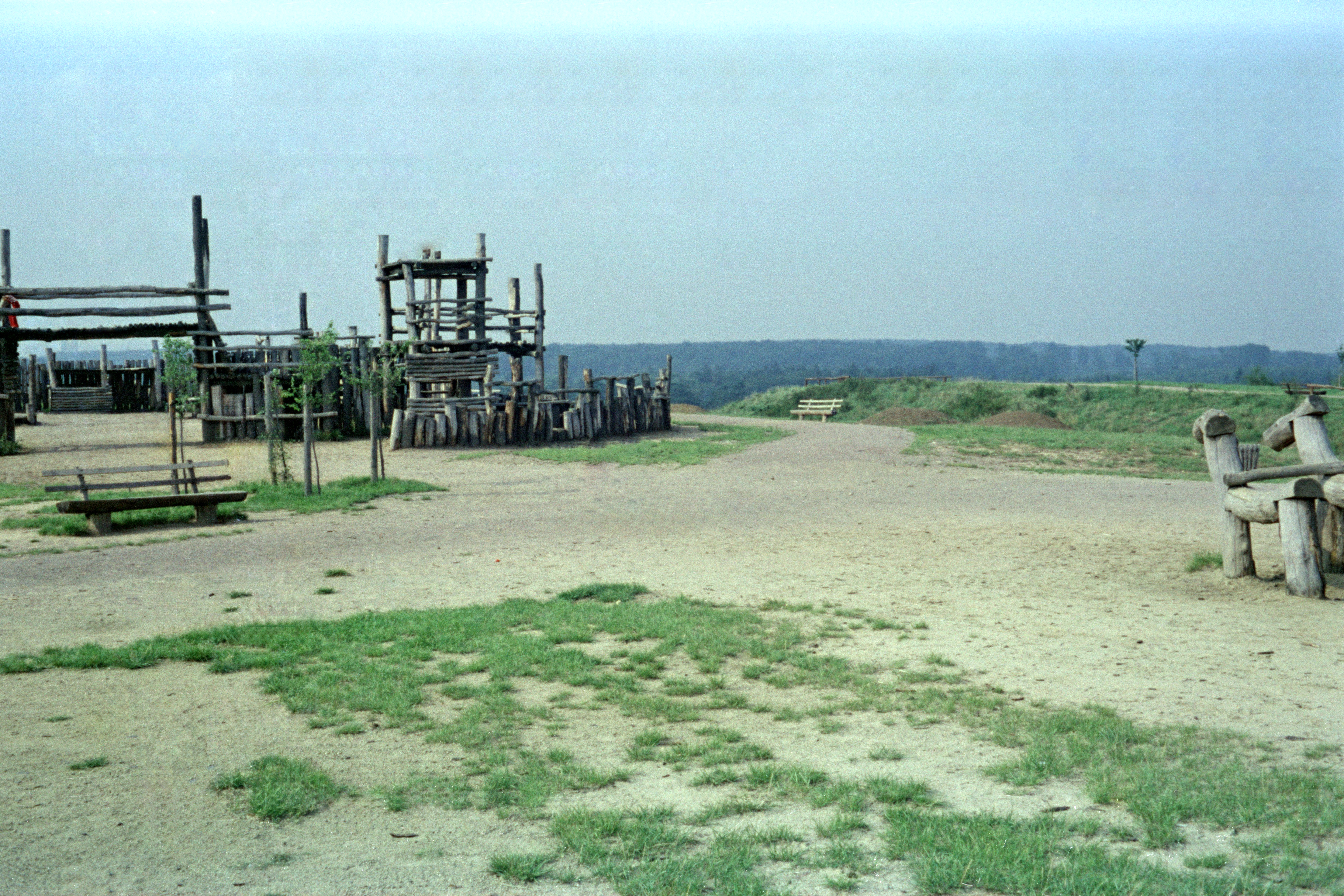
Spielplatz auf dem Monte Scherbelino Ende der 1970er-Jahre

Der Stadtwald bildet den südlichen Teil des Landschafts-, Naturschutz- und Naherholungsgebiets Frankfurter Grüngürtel. Durch Teile des Stadtwaldes verlaufen Abschnitte des Grüngürtel-Radrundwegs und des Grüngürtel-Rundwanderwegs. Mit dem „Monte Scherbelino“ liegt eine stillgelegte, im Jahr 1925 eingerichtete Abfall- und Schuttdeponie („Müllberg“) am Rande des Stadtwaldes. In den späten 1960er Jahren wurde die Nutzung des im äußersten Südosten des Waldes an der Stadtgrenze zu Offenbach am Main befindlichen Berges als Deponie aufgegeben. Der 48 Meter hohe Berg wurde abgedichtet, mit Erdschichten bedeckt und mit Bäumen bepflanzt. Durch Freizeit-Einrichtungen wie einem Abenteuerspielplatz und Grillplätzen wurde der Berg für einige Jahre zu einem beliebten Ausflugsziel für Bürger aus der Umgebung. In den 1980er Jahren mussten der gesamte Berg und dessen unmittelbare Umgebung für die Öffentlichkeit gesperrt werden, da durch Ausgasungen der Abfälle sowie durch ins Grundwasser gelangte Schadstoffe eine Gesundheitsgefährdung für Besucher nicht ausgeschlossen werden konnte.
Im Stadtwald sind seit dem Jahr 2005 mehrere Holz-Skulpturen nach Entwürfen des Frankfurter Zeichners und Autors F. K. Waechter aus der Reihe Komische Kunst im Frankfurter Grüngürtel dauerhaft installiert. Dazu zählen die Eule im Norwegerpullover, Monsterspecht und Monsterkinder (überdimensionierte Plastiken von Eicheln), der König der Eichhörnchen sowie der Pinkelbaum. In den Schwanheimer Wiesen steht die Skulptur Struwwelpeter-Baum, entworfen von Waechter.

#### Verkehr

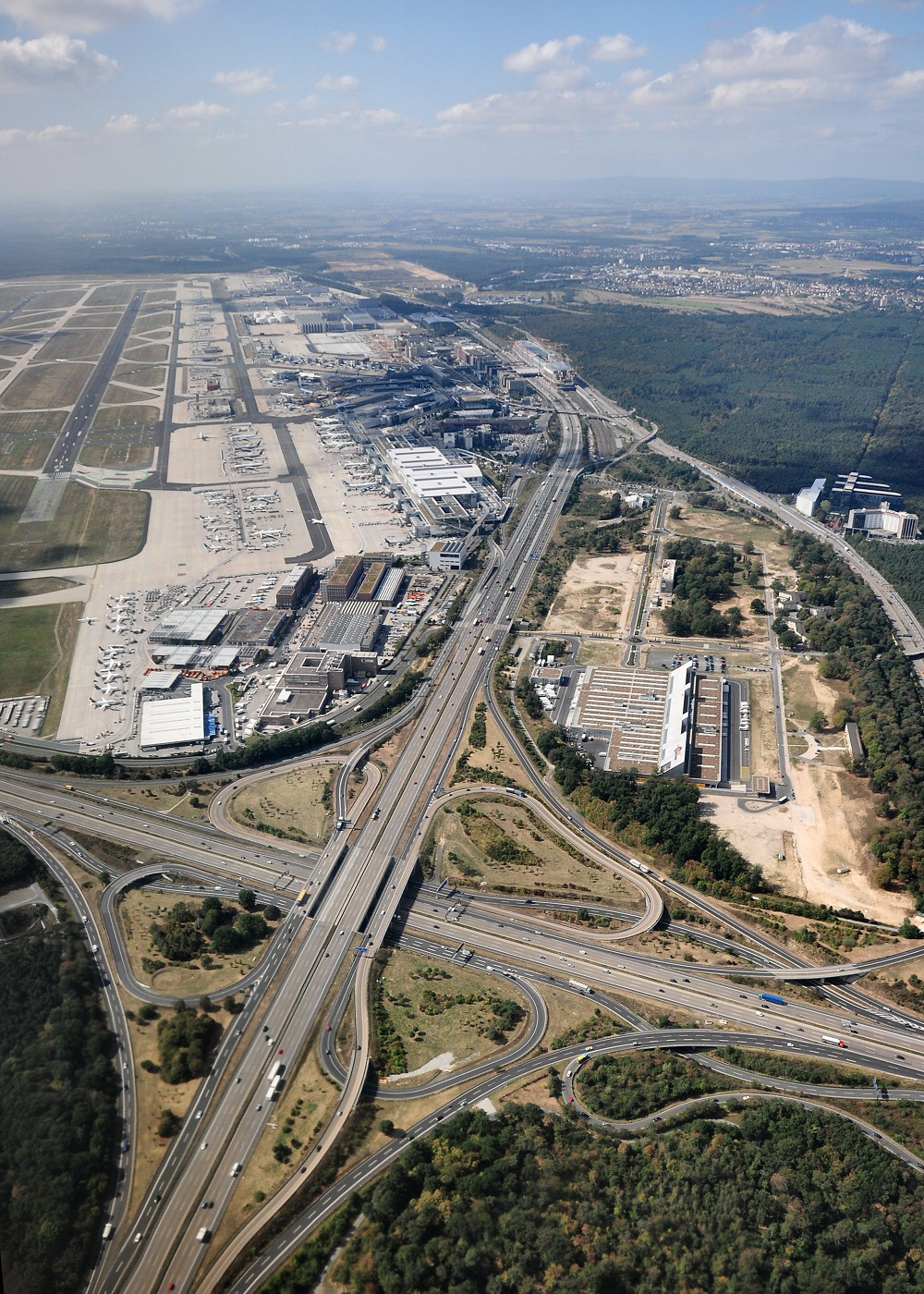
Frankfurter Kreuz und Frankfurter Flughafen grenzen unmittelbar südlich an den Stadtwald an.

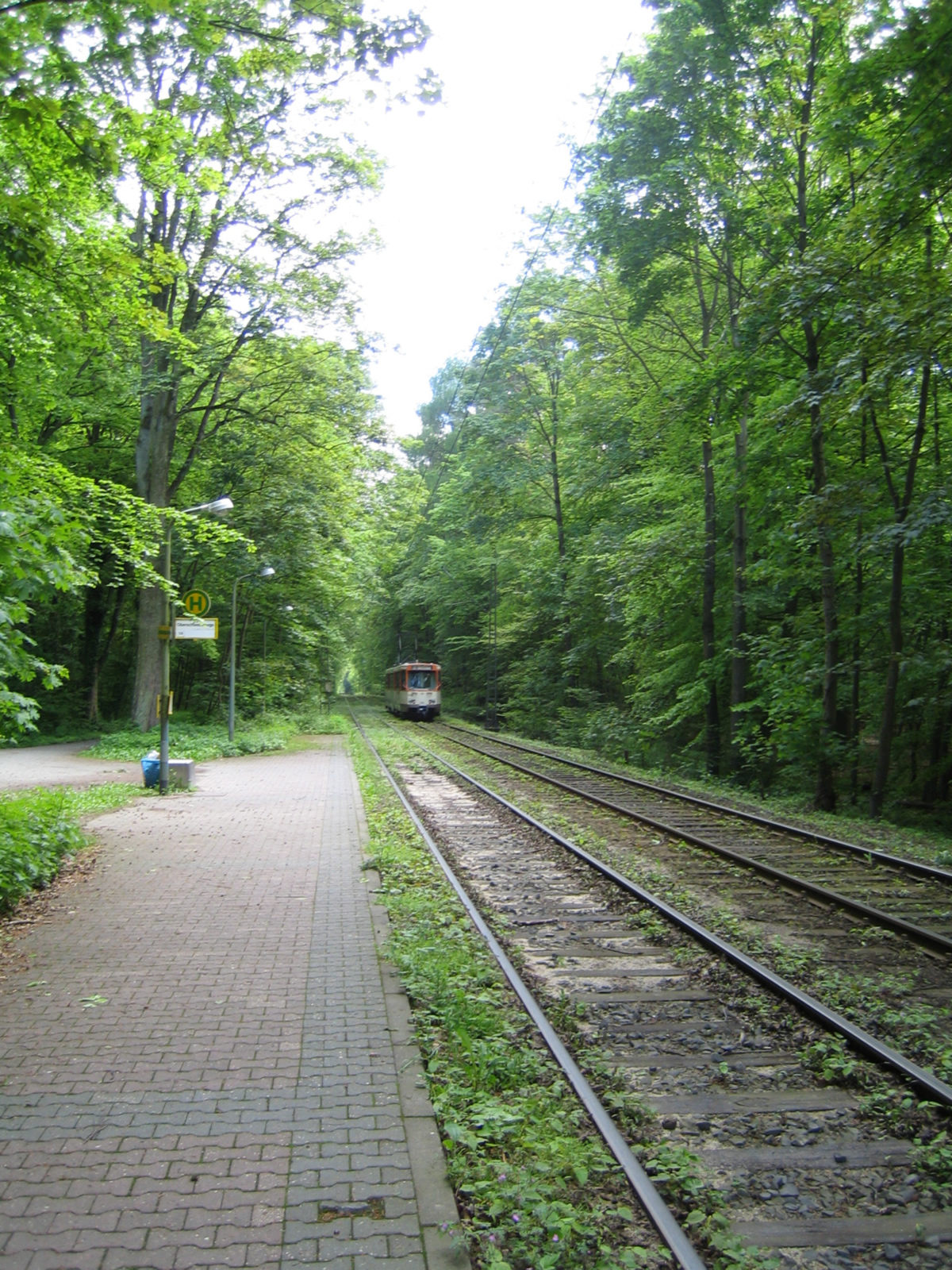
Straßenbahntrasse nach Neu-Isenburg

Seit dem 20. Jahrhundert wird der Frankfurter Stadtwald von einer Vielzahl von Verkehrswegen durchquert oder tangiert, darunter viele stark frequentierte von überregionaler bis internationaler Bedeutung. Dazu zählen drei Bundesautobahnen (E 42 / A 3, E 451 / A 5 und A 661), mehrere Bundesstraßen (B 3, B 40 und B 43) sowie mehrere südliche Ausfallstraßen von lokalem Rang (Mörfelder Landstraße / Kennedyallee, Isenburger Schneise, Darmstädter Landstraße). Das Frankfurter Kreuz, einer der meistbefahrenen Straßenknotenpunkte Europas, liegt knapp südlich des Frankfurter Stadtwaldes. Das Queren solcher Hauptverkehrswege ist für die Benutzer der zahlreichen Waldschneisen und Waldwege vielerorts nur mit der Inkaufnahme von längeren Umwegen möglich, die über wenige Unterführungen und Brücken leiten.
Neben den Straßenverbindungen kreuzen mehrere bedeutende Bahntrassen den Stadtwald. Als erste eröffnete 1846 die Bahnstrecke Frankfurt am Main–Heidelberg, die zwischen Sachsenhausen und Neu Isenburg den Stadtwald durchquert. Seit 1862 gibt es die Bahnstrecke Mainz–Frankfurt; im Stadtwald auf heutigem Frankfurter Gebiet lagen ursprünglich drei Bahnhöfe: Forsthaus (heute nur noch eine Abzweigstelle), Goldstein (heute Bahnhof Frankfurt am Main Stadion und wichtigster Eisenbahnknotenpunkt im Süden der Stadt) und Schwanheim. Am Stadion zweigt die Riedbahn ab, auf der alle Fernzüge zwischen Frankfurt (Main) Hauptbahnhof und Mannheim sowie durch den Frankfurter-Kreuz-Tunnel in Richtung Frankfurt am Main Flughafen Fernbahnhof den Wald durchqueren. Die Züge der S-Bahn Rhein-Main und des Regionalverkehrs nutzen seit 1972 die Flughafenschleife Frankfurt.
Der Stadtwald wird im ÖPNV von drei Straßenbahnstrecken der Verkehrsgesellschaft Frankfurt am Main (VGF) bedient, die auf die 1889 als Dampfstraßenbahn eröffnete Frankfurter Waldbahn zurückgehen. Zum lokalen Feiertag Wäldchestag fuhr bis zum Jahr 2013 auf einer ehemaligen Waldbahn-Trasse eine Festtags-Sonderlinie, das „Lieschen“.
Den Wald durchzieht ein rasterähnliches Netz aus insgesamt rund 253 Kilometern Schneisen und Waldwegen (Stand: 2011). Alle Wege mit befestigter Decke sind für den Fahrradverkehr freigegeben. Auch bei den auf diesen Wegen durchgehend ausgeschilderten Wanderrouten erstreckt sich die Bedeutung von lokalen Verbindungen über regionale Routen bis zu internationalen Wanderwegen. Prominentestes Beispiel für Letzteres ist der Europäische Fernwanderweg E1, der den Oberwald in nord-südlicher Richtung durchquert. Weitere Wanderwege im Stadtwald sind der südliche Abschnitt des Grüngürtel-Rundwanderwegs sowie mehrere Wanderwege von historischer oder didaktischer Bedeutung. Ein Beispiel für die Kombination dieser beiden Eigenschaften ist der Historische Wanderweg Schwanheim, der über die geologische, botanische und stadtgeschichtliche Bedeutung des Schwanheimer Waldes informiert. Hinzu kommen etwa 80 Kilometer Reitwege, die ebenfalls gekennzeichnet sind.
Eine Besonderheit stellt die Nähe des Frankfurter Flughafens dar, dessen Areal südlich an den Unterwald angrenzt. Je nach Windrichtung werden große Abschnitte des Stadtwaldes von dort landenden oder gestarteten Flugzeugen im Minutentakt überquert; der daraus resultierende Fluglärm kann von Besuchern des Waldes als Beeinträchtigung empfunden werden.

#### Sonstiges

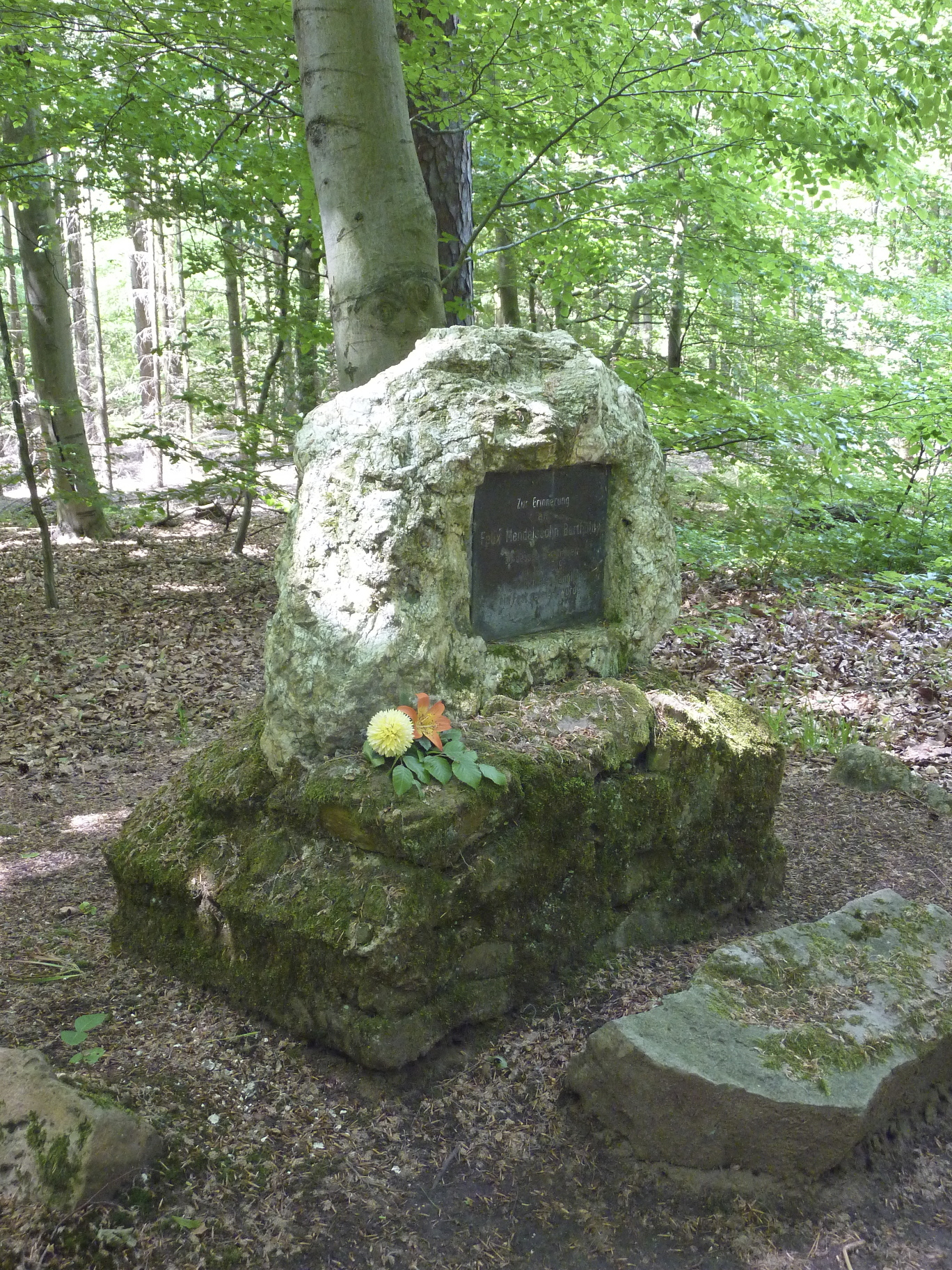
Mendelssohnruhe mit Gedenkstein

Im Standwald befindet sich die Mendelssohnruhe. Der im Jahr 1909 gestiftete Gedenkstein mit Bronzetafel erinnert an den Komponisten Felix Mendelssohn Bartholdy, zu dessen Ehren im Juli 1839 dort ein Fest veranstaltet wurde, bei dem einige seiner Chorwerke uraufgeführt worden waren.